# 우루크
오늘날 와르카로 알려진 고고학 유적지 우루크는 고대 근동에 위치한 도시로, 현재 유프라테스강의 옛 물줄기인 마른 수로에 자리 잡고 있으며, 이라크의 무탄나주에 위치해 있다. 이 유적지는 고대 우르에서 북서쪽으로 93킬로미터(58마일), 고대 니푸르에서 남동쪽으로 108킬로미터(67마일), 그리고 고대 라르사에서 북서쪽으로 24킬로미터(15마일) 떨어져 있다. 현대 사마와에서 동쪽으로 30 km (19 mi) 떨어져 있다.
우루크는 우루크 기의 기준 유적지이다. 우루크는 기원전 4천년 중반 수메르의 초기 도시화에서 주도적인 역할을 했다.
기원전 3100년경 우루크기의 마지막 단계에는 도시 인구가 4만 명에 달했으며, 주변 지역에는 8만~9만 명이 거주하여, 당시 세계에서 가장 큰 도시 지역이었다. 수메르 왕명표(SKL)에 제시된 연대학에 따르면, 길가메시는 기원전 27세기 우루크를 통치했다. 초기 왕조 시대가 끝난 후, 아카드 제국의 부상으로 도시는 주요 중요성을 잃었다. 그러나 이신-라르사 시대, 신아시리아 및 신바빌로니아 시대, 그리고 아케메네스 제국 (기원전 550–330년), 셀레우코스 제국 (기원전 312–63년), 파르티아 제국 (기원전 227년 ~ 서기 224년) 시대 내내 번성했으며, 결국 서기 633–638년의 이슬람의 페르시아 정복 직전 또는 직후에 최종적으로 버려졌다.
윌리엄 로프터스는 1849년에 우루크 유적지를 방문하여, 그곳을 "니므롯의 두 번째 도시"로 알려진 "에렉"으로 식별하고 1850년부터 1854년까지 첫 번째 발굴을 이끌었다. 신화와 문학에서 우루크는 길가메시 서사시의 영웅 길가메시의 수도로 유명했다. 성경 학자들은 우루크를 성경의 에렉(창세기 10:10, KJV)으로, 니므롯이 시날에 세운 두 번째 도시로 본다.

## 지명
우루크 (/ˈʊrʊk/)는 쐐기 문자로 여러 철자가 있다. 수메르어로는 𒀕𒆠 unugᵏⁱ이며, 아카드어로는 𒌷𒀕 또는 𒌷𒀔 Uruk (URUUNUG)이다. 다른 언어의 이름은 다음과 같다: 아랍어: وركاء 또는 أوروك, Warkāʾ 또는 Auruk; 고대 시리아어: ܐܘܿܪܘܿܟ, ʾÚrūk; 고대 히브리어: אֶרֶךְ‎ ʾÉreḵ; 고대 그리스어: Ὀρχόη Orkhóē[*], Ὀρέχ Orékh, Ὠρύγεια Ōrúgeia.

## 역사

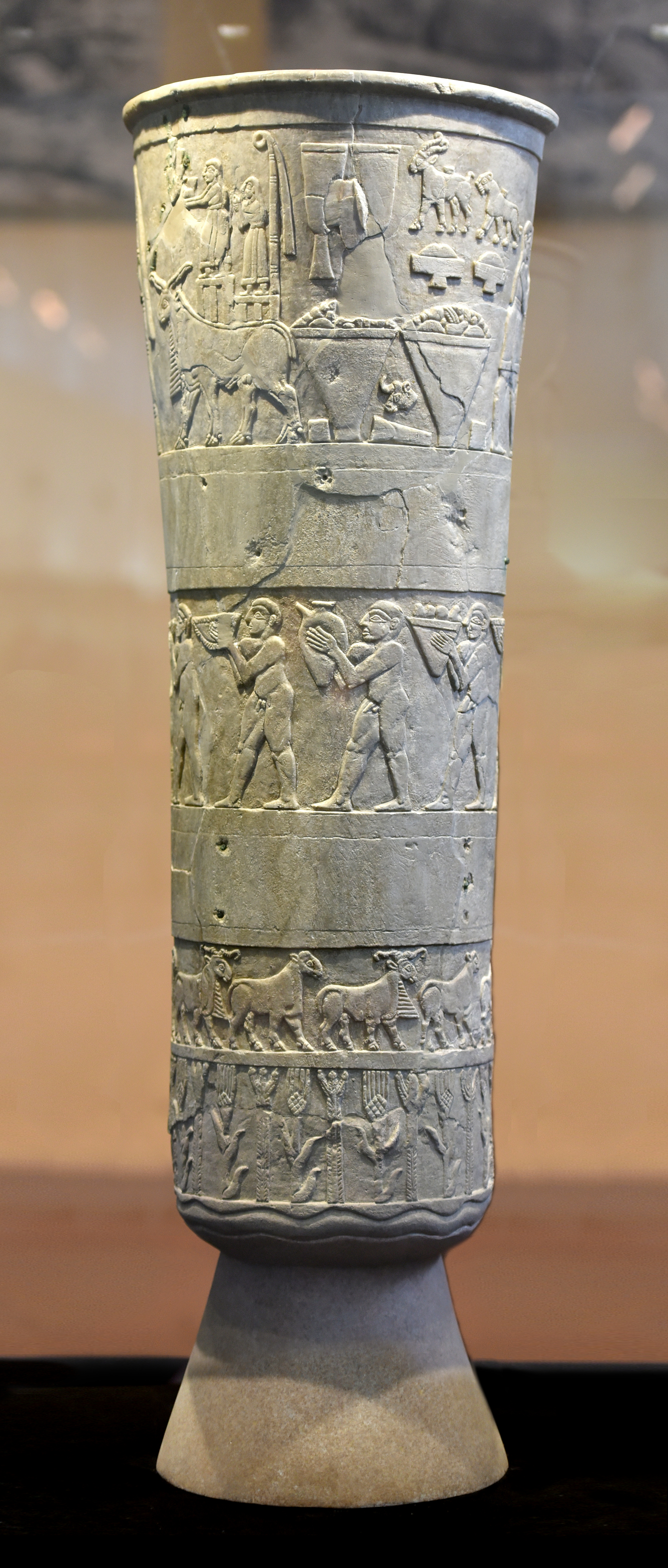
기원전 3200~3000년경 우루크의 이슈타르에 대한 봉헌 장면, 바르카의 가면 출토. 이는 현존하는 가장 오래된 이야기 부조 조각 중 하나이다.

수메르 왕명표에 따르면 우루크는 왕 엔메르카르에 의해 건설되었다. 왕명표에는 그 이전에 아버지에 대한 언급이 있지만, 서사시 《엔메르카르와 아라타의 영주》는 엔메르카르가 우루크의 에안나 지구에 여신 이슈타르를 위한 하늘의 집(수메르어: e₂-anna; 쐐기 문자: 𒂍𒀭 E₂.AN)을 건설했다고 전한다. 길가메시 서사시에서 길가메시는 우루크 주변에 성벽을 건설하고 도시의 왕이 된다.
우루크는 초기 우루크 시대(기원전 4000-3500년)부터 후기 우루크 시대(기원전 3500-3100년)까지 여러 성장 단계를 거쳤다. 이 도시는 두 개의 작은 우바이드 정착지인 우누그와 쿨라바가 도시로 발전하여 나중에 합쳐져 우루크를 형성하면서 만들어졌다. 그 중심에 있던 사원 단지는 이슈타르에게 헌정된 에안나 지구(우누그)와 쿨라바의 "아누" 지구가 되었다.
에안나 지구는 작업장을 위한 공간이 있는 여러 건물로 구성되어 있었고, 도시와 벽으로 분리되어 있었다. 이와 대조적으로, 아누 지구는 정상에 사원이 있는 테라스 위에 지어졌다. 에안나는 우루크 초기 시대부터 도시의 역사 내내 이슈타르에게 헌정되었다는 것이 분명하다. 도시의 나머지 부분은 에안나와 아누 주변의 지구에 거주자의 직업별로 분류된 전형적인 안뜰 주택으로 구성되었다. 우루크는 "사막의 베네치아"라고 묘사될 정도로 운하 시스템이 매우 잘 갖추어져 있었다. 이 운하 시스템은 도시 전체를 가로질러 고대 유프라테스강의 해상 무역과 주변 농업 지대와 연결되었다.
원래 우루크 도시는 고대 유프라테스강 남서쪽에 위치해 있었으나, 현재는 말라 버렸다. 현재 와르카 유적지는 현대 유프라테스강 북동쪽에 있다. 위치 변화는 역사상 어느 시점에서 유프라테스강의 물길이 바뀌었기 때문이며, 이는 관개로 인한 염분화와 함께 우루크의 쇠퇴에 기여했을 수 있다.

### 우루크 시대

우루크의 확장과 식민지 전초기지, 기원전 3600-3200년경

우루크는 최초의 도시 중 하나였을 뿐만 아니라, 우루크기, 또는 '우루크 확장'(기원전 4000~3200년) 동안 도시화와 국가 형성의 주요 동력이었다. 800년에 걸친 이 시기에는 소규모 농업 마을에서 전담 관료제, 군대, 그리고 계층화된 사회를 갖춘 대규모 도시 중심으로의 변화가 일어났다. 다른 정착지들도 우루크와 공존했지만, 일반적으로 우루크가 훨씬 더 크고 복잡했던 반면, 그들은 약 10 헥타르에 불과했다. 수메르 상인과 식민주의자들이 수출한 우루크 시대의 문화는 주변 모든 민족에게 영향을 미쳤고, 그들은 점진적으로 자체적인 비교 가능한 경쟁 경제와 문화를 발전시켰다. 궁극적으로 우루크는 나가르와 같은 식민지에 대한 장거리 통제를 군사력으로 유지할 수 없었다.

### 초기 왕조, 아카드, 우르 제3왕조 및 구바빌로니아 시대

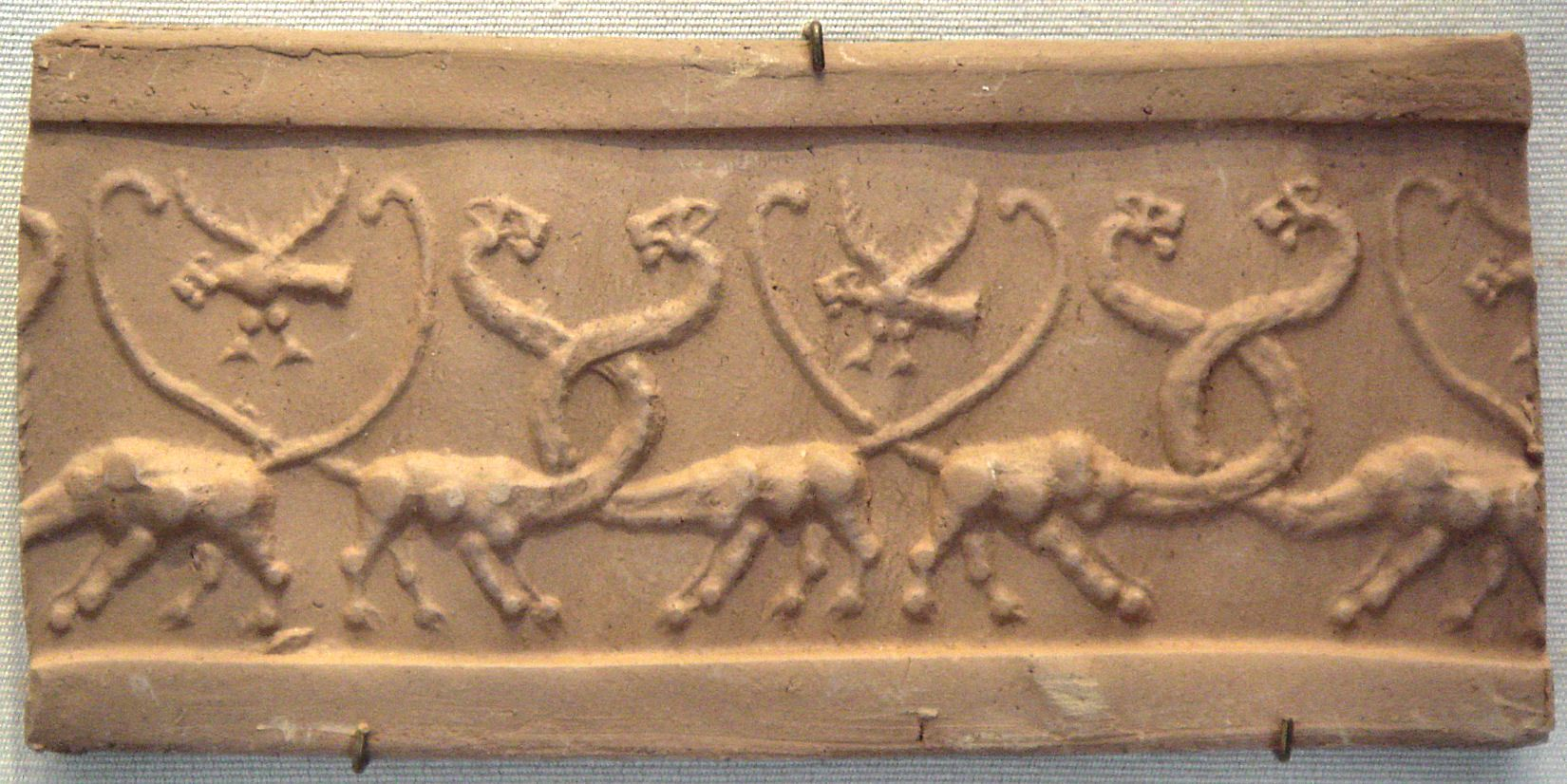
메소포타미아, 우루크 시대(기원전 4100~3000년)의 괴물 사자와 사자 머리 독수리가 있는 원통형 인장의 점토 인상. 루브르 박물관

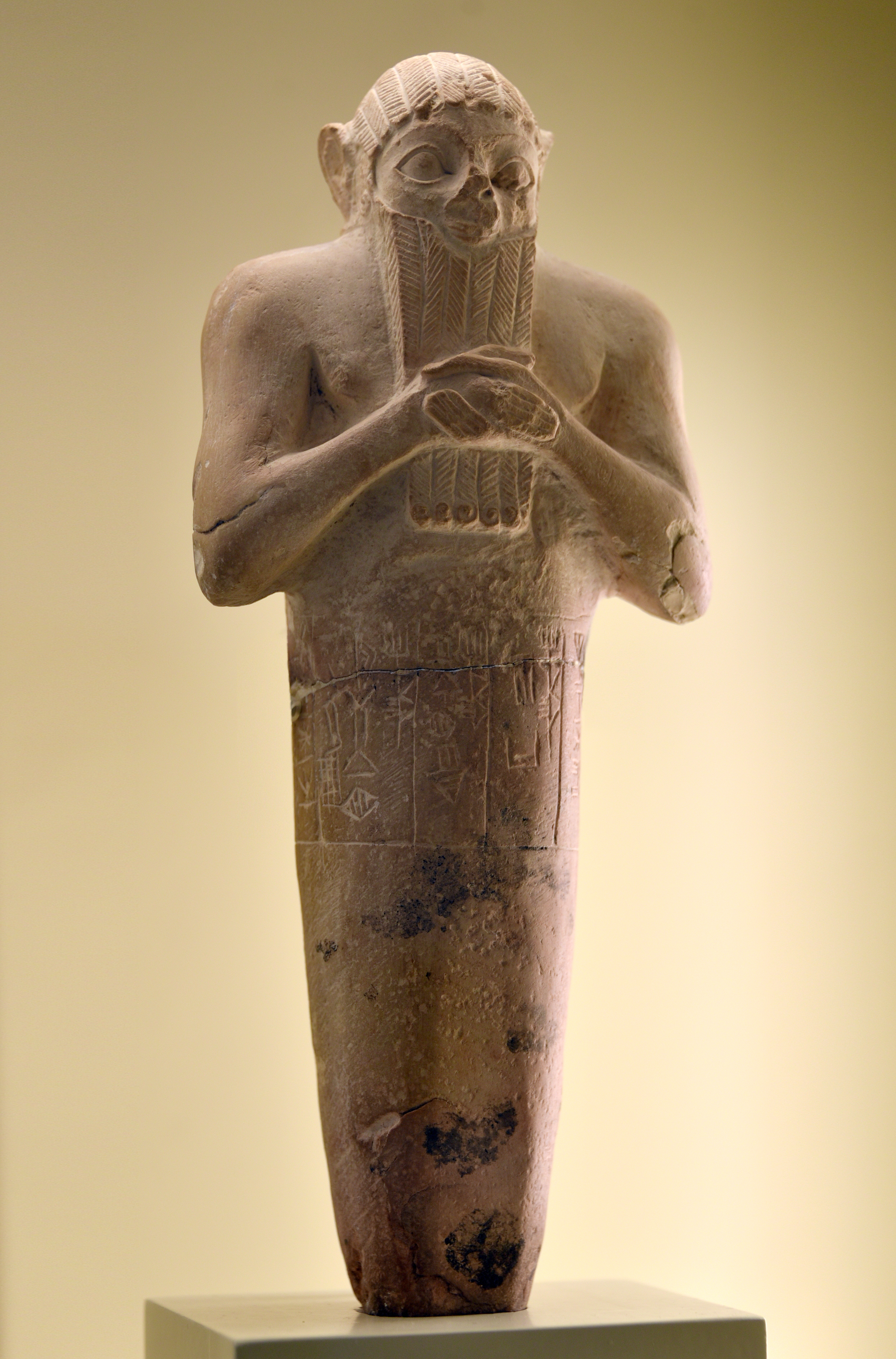
우루크, 우르, 키시의 왕 루갈키살시의 주춧돌, 기원전 2380년경. 비문에는 "남무 여신, 아누 신의 아내, 우루크의 왕, 우르의 왕 루갈키살시가 남무의 이 사원을 세웠다"고 적혀 있다. 페르가몬 박물관 VA 4855

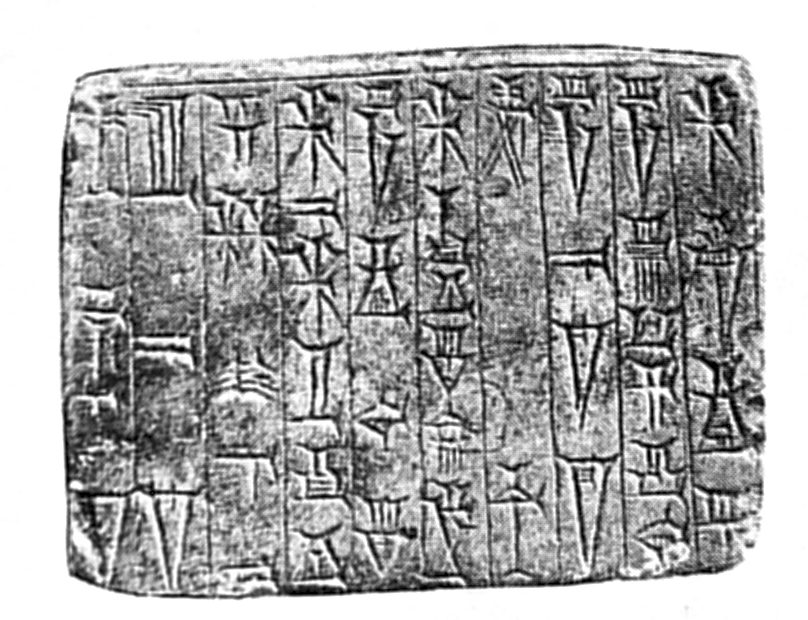
우루크의 통치자 신-가밀의 봉헌판, 기원전 18세기.

왕조 분류는 수메르 왕명표에만 의존하며, 그 역사적 정확성에는 문제가 있다. 이 분류는 마네토의 분류와 유사할 수 있다.
2009년에는 19세기 우루크의 통치자 나람신의 존재를 입증하는 두 가지 다른 비문이 제시되었다.
우루크는 우르, 바빌론, 그리고 나중에 아케메네스, 셀레우코스, 파르티아 제국의 봉건 영지로 계속 존재했다. 이신-라르사 시대에는 (아마도 이쿤피 이쉬타르, 수무-비나사, 아릴라-하둠, 나람신과 같은) 왕들 아래서, 신-카쉬드, 그의 아들 신-이리밤, 그의 아들 신-가밀, 신-가밀의 형제인 일룸-가밀, 에테이아, 안-암(딩기람), 이르다네네와 같은 왕들 아래서 짧은 독립 시기를 누렸다. 이르다네네는 라르사의 림-신 1세에게 기원전 1740년경 그의 14년 통치기에 패배했다. 림-아눔과 나비-일리가 뒤를 이었다.
일룸-가밀 시대에 이쉬쿠르 (하닷) 신을 위한 사원이 건설되었다는 것이 알려져 있는데, 이는 점토 원뿔 비문에 "하늘과 땅의 위엄 있고 두려운 영광이신 이쉬쿠르 신을 위하여, 우루크의 왕이자 신-이리밤의 아들인 일룸-가밀의 생명을 위하여, 그의 종이자 아필-쿠비의 아들인 우바르-아다드가 에사기아니두('봉인이 좋은 집')를 지어, 그의 엔 직책의 거처로 삼았으니, 그리하여 그의 삶에 진정으로 적합하게 만들었도다"라고 새겨져 있기 때문이다.

### 후기 고대의 우루크

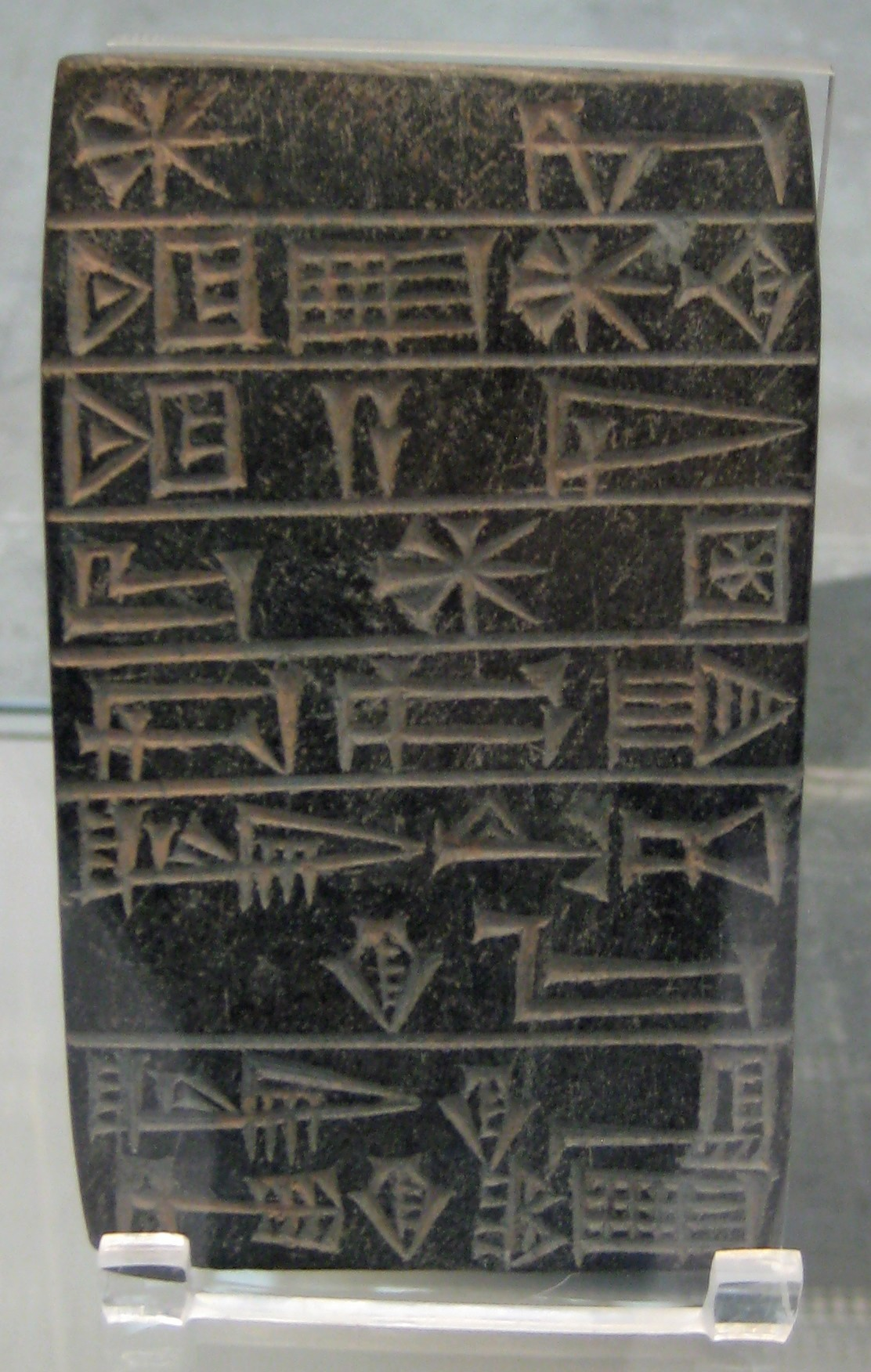
우르남무 통치 시기에 만들어진 우루크 이슈타르 사원(에안나)의 주춧돌.

초기 왕조 수메르, 특히 초기 왕조 2기에는 번성하는 도시였지만, 우루크는 결국 아카드 제국에 편입되어 쇠퇴했다. 그 후 신수메르 시대에는 우르의 주권 아래 주요 경제 및 문화 중심지로서 부흥을 누렸다. 야심찬 건축 프로그램의 일환으로 에안나 지구는 복원되었는데, 여기에는 이슈타르를 위한 새로운 사원이 포함되었다. 이 사원에는 우루크 시대 에안나 유적지 북동쪽에 '우주의 집'(쐐기 문자: E₂.SAR.A) (𒂍𒊬𒀀)이라는 지구라트가 있었다.
우르의 멸망(기원전 2000년경) 이후, 우루크는 기원전 850년경 신아시리아 제국이 우루크를 속주 수도로 편입할 때까지 급격히 쇠퇴했다. 신아시리아인과 신바빌로니아 제국인 통치 아래 우루크는 이전의 영광을 많이 되찾았다. 기원전 250년경에는 우루크 시대의 아누 지구 북동쪽에 새로운 사원 단지인 '수도 사원'(아카드어: Bīt Reš)이 추가되었다. Bīt Reš는 에사길라와 함께 바빌로니아 천문학의 두 주요 중심지 중 하나였다. 나보폴라사르 통치 아래 모든 사원과 운하가 다시 복원되었다. 이 시대에 우루크는 아다드 사원, 왕실 과수원, 이슈타르 문, 루갈리라 사원, 샤마쉬 문 지구의 다섯 주요 지구로 나뉘었다.
그리스인들에게 오르차(Ὄρχα)로 알려진 우루크는 셀레우코스 제국 아래서 계속 번성했다. 이 시기 우루크는 300 헥타르의 면적에 약 40,000명의 주민이 살았던 도시였다. 기원전 200년, 이슈타르의 '위대한 성소'(쐐기 문자: E₂.IRI₁₂.GAL, 수메르어: eš-gal)가 아누와 에안나 지구 사이에 추가되었다. 이 시기에 재건된 아누 사원의 지구라트는 메소포타미아에서 건설된 지구라트 중 가장 큰 것이었다. 셀레우코스 왕조가 기원전 141년에 파르티아 제국에 메소포타미아를 잃었을 때, 우루크는 계속 사용되었다. 파르티아 이후 우루크의 쇠퇴는 부분적으로 유프라테스강의 물길 변화 때문일 수 있다. 서기 300년경까지 우루크는 대부분 버려졌지만, 만다야어 주문 그릇의 일부 발견을 토대로 만다야인들이 그곳에 정착했으며, 서기 700년경에는 완전히 버려졌다.

### 정치사

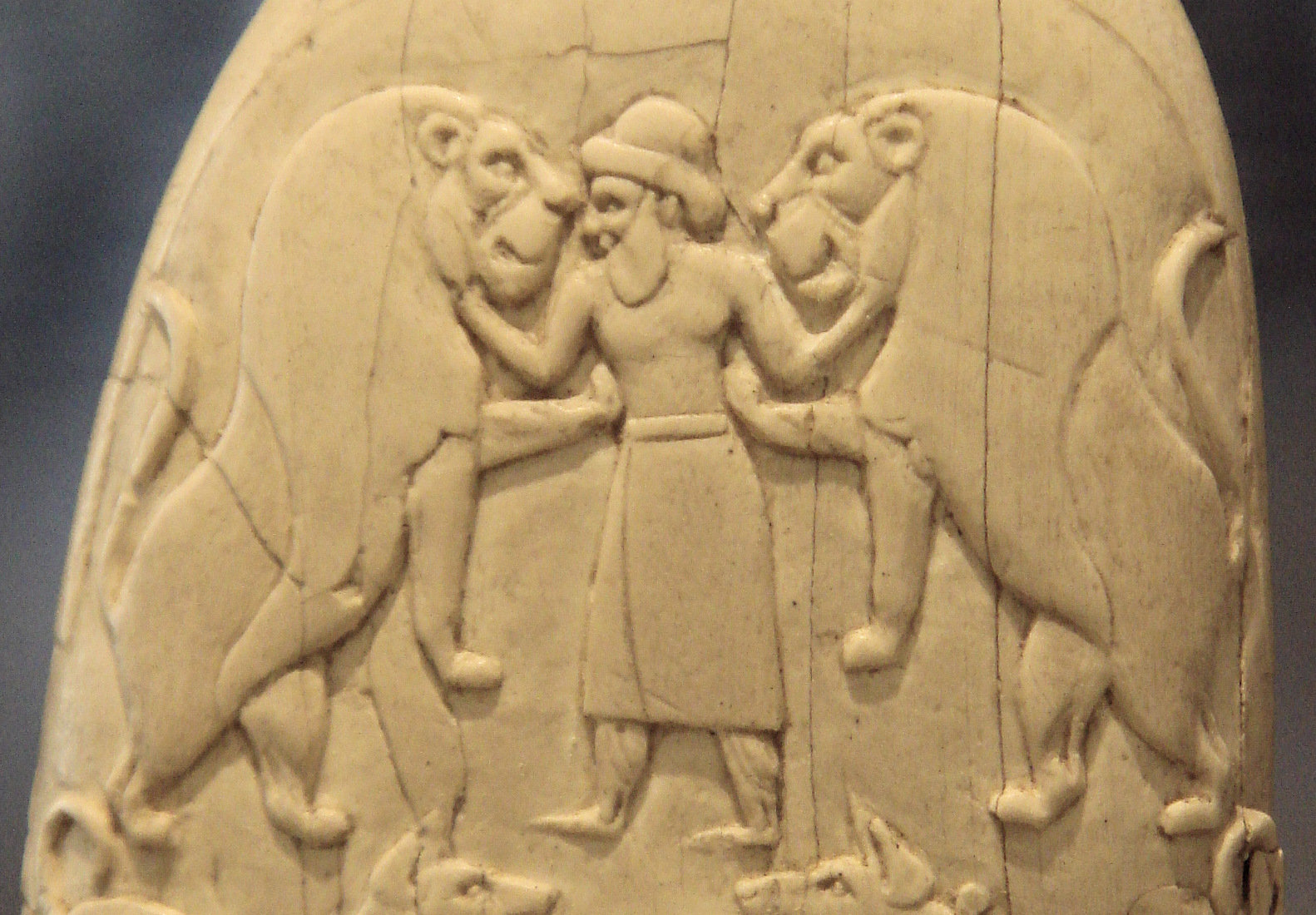
게벨 엘-아라크 칼에 새겨진 동물의 지배자로서의 메소포타미아 왕 (기원전 3300~3200년경, 아비도스), 이집트-메소포타미아 관계를 보여주는 작품으로, 이집트에 대한 메소포타미아의 초기 영향과 우루크 시대 메소포타미아 왕실 도상학의 상태를 보여준다. 루브르 박물관.

우루크는 수메르의 정치사에서 매우 중요한 역할을 했다. 초기 우루크 시대부터 도시는 주변 정착촌에 대한 패권을 행사했다. 이 시기(기원전 3800년경)에는 남쪽의 우루크와 북쪽의 니푸르라는 두 개의 중심지가 있었고, 이들은 각각 20 ha (49 ac) 규모였으며, 주변에는 훨씬 작은 10 ha (25 ac) 규모의 정착지들이 있었다. 이후 후기 우루크 시대에는 그 영향권이 수메르 전체를 넘어 상부 메소포타미아와 시리아의 외부 식민지에까지 확장되었다.
남부 메소포타미아의 우루크에서 수메르 문명은 창의적인 정점에 달했던 것으로 보인다. 이는 종교적, 특히 신화적 내용을 포함한 문학 텍스트에서 이 도시에 대한 언급에서 반복적으로 지적된다. 수메르 왕명표에 보존된 역사적 전통이 이를 확인한다. 우루크에서 정치적 중심축이 우르로 이동했던 것으로 보인다.— 오펜하임

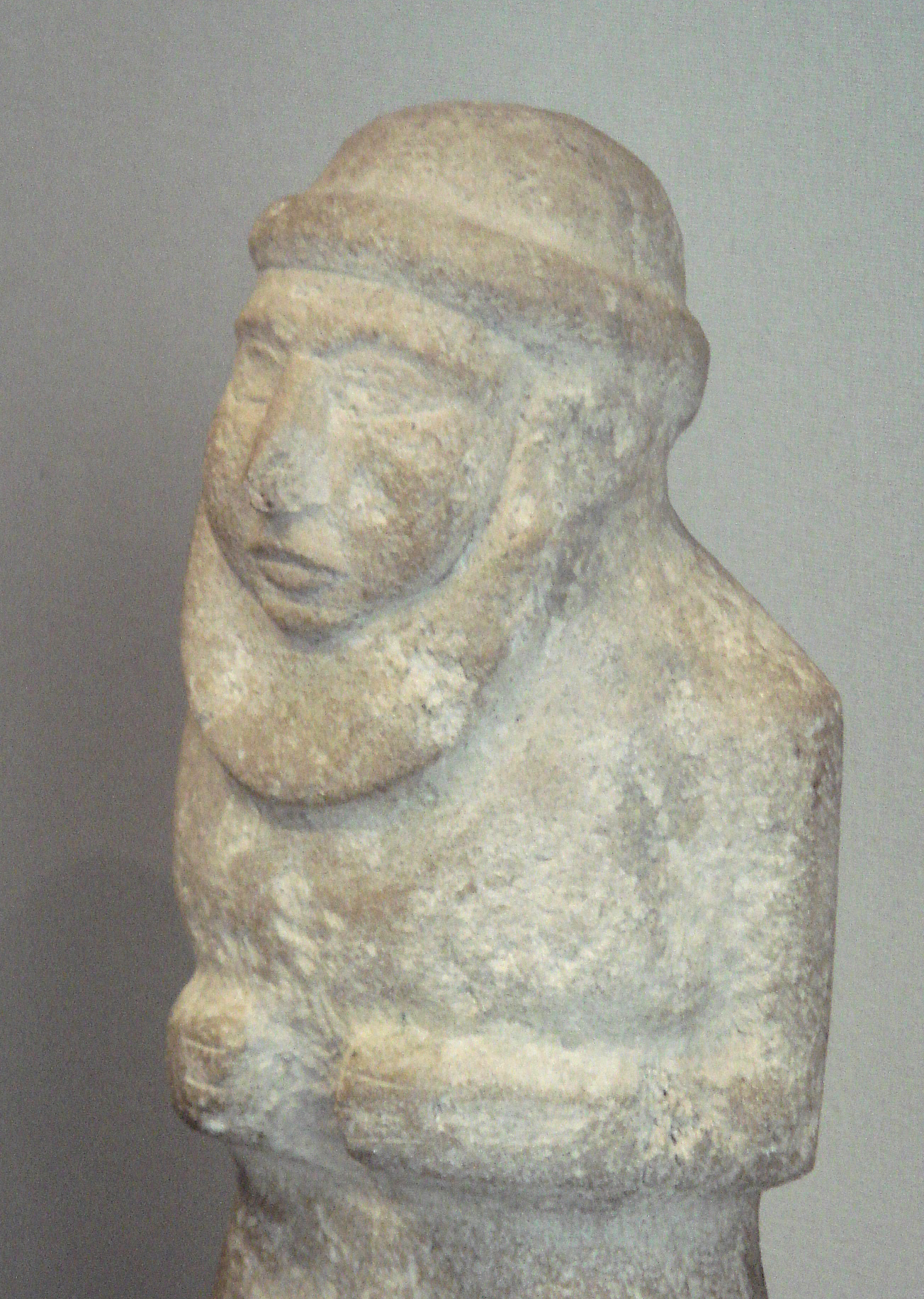
수염과 모자를 쓴 우루크 왕 겸 사제 (기원전 3300년경, 우루크). 루브르 박물관

우루크의 기록된 통치자 연대기는 다섯 왕조에 걸쳐 신화적 인물과 역사적 인물을 모두 포함한다. 수메르의 나머지 지역과 마찬가지로, 권력은 점진적으로 사원에서 궁전으로 이동했다. 초기 왕조 시대의 통치자들은 우루크와 때로는 수메르 전체를 지배했다. 신화에 따르면, 왕권은 하늘에서 에리두로 내려온 다음, 우루크 시대를 끝낸 대홍수까지 다섯 도시를 거쳐 연속적으로 이동했다. 그 후, 초기 왕조 시대가 시작되면서 왕권은 키시로 넘어갔는데, 이는 수메르의 초기 청동기 시대의 시작과 일치한다. 초기 왕조 1기(기원전 2900~2800년)에는 우루크가 이론적으로 키시의 통제하에 있었다. 이 시기는 때때로 황금 시대라고 불린다. 초기 왕조 2기(기원전 2800~2600년) 동안 우루크는 다시 수메르를 지배하는 지배적인 도시였다. 이 시기는 때때로 영웅 시대라고 불리는 우루크 제1왕조의 시대이다. 그러나 초기 왕조 3a기(기원전 2600~2500년)에 우루크는 주권을 잃었으며, 이번에는 우르에게 넘어갔다. 초기 청동기 시대 3기에 해당하는 이 시기는 우루크 제1왕조의 끝이다. 초기 왕조 3b기(기원전 2500~2334년)에는 사르곤 휘하의 아카드 제국이 부상하기 전인 사전 사르곤 시기라고도 불리며, 우루크는 계속해서 우르의 지배를 받았다.

## 건축

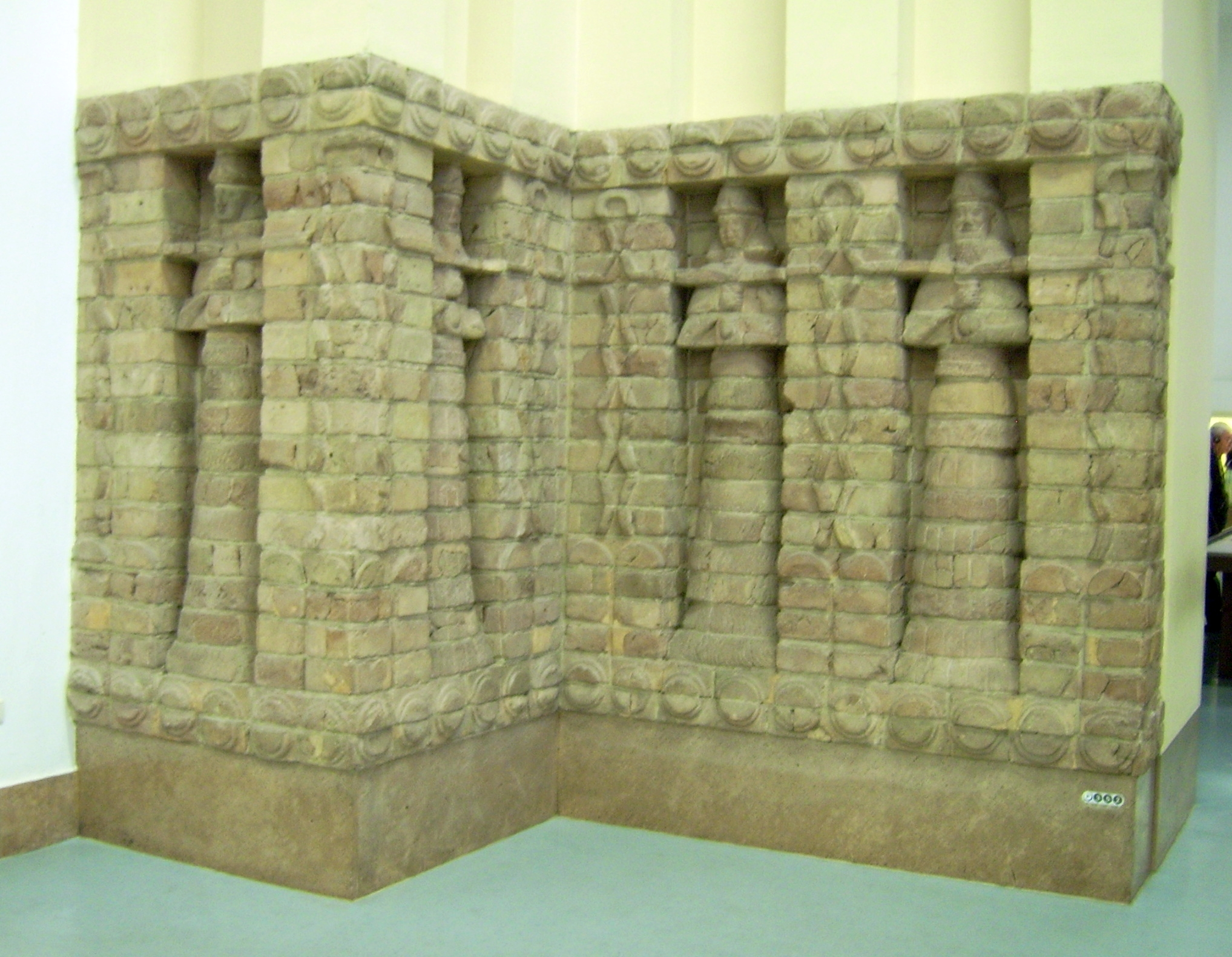
우루크의 카라인다쉬 이슈타르 사원 정면 부조. 기원전 15세기 중반. 페르가몬 박물관, 베를린

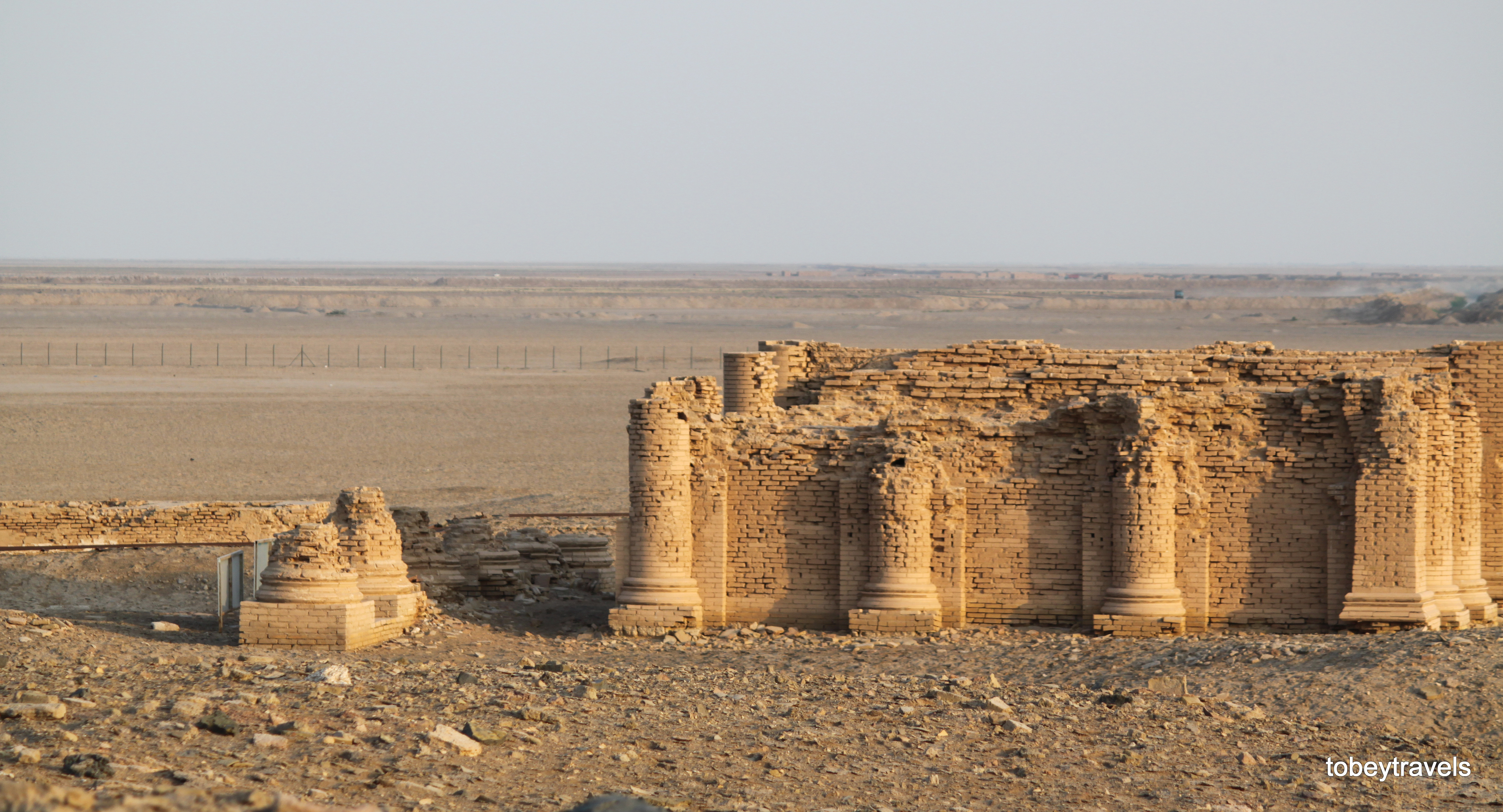
우루크의 파르티아 제국 카리오스 사원

우루크에는 건축 역사상 최초의 기념비적인 건축물들이 있으며, 분명히 그 시대에서 가장 큰 규모를 자랑했다. 고대 근동 건축의 많은 부분이 이러한 원형적인 건물들에서 그 뿌리를 찾을 수 있다. 우루크의 건축물들은 초기 탐험에서 사용된 독일어 명명법과 그에 대한 영어 번역이라는 두 가지 다른 명명법으로 언급된다. 유적지의 층위는 복잡하여 많은 연대 측정이 논쟁의 여지가 있다. 일반적으로 구조물들은 3개의 평행한 홀을 가진 삼분형(Tripartite)과 3개의 홀을 가지고 있지만 중앙 홀이 한쪽 끝에서 두 개의 수직 베이로 확장되는 T자형이라는 두 가지 주요 수메르 건축 유형을 따른다. 다음 표는 에안나 및 아누 지구의 주요 건축물을 요약한 것이다. 사원 N, 원추형 모자이크 안뜰, 원형 기둥 홀은 종종 단일 구조물인 원추형 모자이크 사원으로 언급된다.
| 에안나 지구: 기원전 4000–2000년 | 에안나 지구: 기원전 4000–2000년 | 에안나 지구: 기원전 4000–2000년 | 에안나 지구: 기원전 4000–2000년 | 에안나 지구: 기원전 4000–2000년 | 에안나 지구: 기원전 4000–2000년 | 에안나 지구: 기원전 4000–2000년 |
| 구조물 명칭                     | 독일어 명칭                     | 시기                            | 유형                            | 재료                            | 면적 (m²)                       |                                 |
| ------------------------------- | ------------------------------- | ------------------------------- | ------------------------------- | ------------------------------- | ------------------------------- | ------------------------------- |
| 돌 원추형 사원                  | Steinstifttempel                | 우루크 VI                       | T자형                           | 석회암 및 역청                  | x                               |                                 |
| 석회암 사원                     | Kalksteintempel                 | 우루크 V                        | T자형                           | 석회암 및 역청                  | 2373                            |                                 |
| 리엠첸 건물                     | Riemchengebäude                 | 우루크 IVb                      | 독특                            | 진흙 벽돌                       | x                               |                                 |
| 원추형 모자이크 사원            | Stiftmosaikgebäude              | 우루크 IVb                      | 독특                            | x                               | x                               |                                 |
| 사원 A                          | Gebäude A                       | 우루크 IVb                      | 삼분형                          | 진흙 벽돌                       | 738                             |                                 |
| 사원 B                          | Gebäude B                       | 우루크 IVb                      | 삼분형                          | 진흙 벽돌                       | 338                             |                                 |
| 사원 C                          | Gebäude C                       | 우루크 IVb                      | T자형                           | 진흙 벽돌                       | 1314                            |                                 |
| 사원/궁전 E                     | Gebäude E                       | 우루크 IVb                      | 독특                            | 진흙 벽돌                       | 2905                            |                                 |
| 사원 F                          | Gebäude F                       | 우루크 IVb                      | T자형                           | 진흙 벽돌                       | 465                             |                                 |
| 사원 G                          | Gebäude G                       | 우루크 IVb                      | T자형                           | 진흙 벽돌                       | 734                             |                                 |
| 사원 H                          | Gebäude H                       | 우루크 IVb                      | T자형                           | 진흙 벽돌                       | 628                             |                                 |
| 사원 D                          | Gebäude D                       | 우루크 IVa                      | T자형                           | 진흙 벽돌                       | 2596                            |                                 |
| 방 I                            | Gebäude I                       | 우루크 V                        | x                               | x                               | x                               |                                 |
| 사원 J                          | Gebäude J                       | 우루크 IVb                      | x                               | 진흙 벽돌                       | x                               |                                 |
| 사원 K                          | Gebäude K                       | 우루크 IVb                      | x                               | 진흙 벽돌                       | x                               |                                 |
| 사원 L                          | Gebäude L                       | 우루크 V                        | x                               | x                               | x                               |                                 |
| 사원 M                          | Gebäude M                       | 우루크 IVa                      | x                               | 진흙 벽돌                       | x                               |                                 |
| 사원 N                          | Gebäude N                       | 우루크 IVb                      | 독특                            | 진흙 벽돌                       | x                               |                                 |
| 사원 O                          | Gebäude O                       | x                               | x                               | x                               | x                               |                                 |
| 홀 건물/대형 홀                 | Hallenbau                       | 우루크 IVa                      | 독특                            | 진흙 벽돌                       | 821                             |                                 |
| 기둥 홀                         | Pfeilerhalle                    | 우루크 IVa                      | 독특                            | x                               | 219                             |                                 |
| 목욕탕 건물                     | Bäder                           | 우루크 III                      | 독특                            | x                               | x                               |                                 |
| 붉은 사원                       | Roter Tempel                    | 우루크 IVa                      | x                               | 진흙 벽돌                       | x                               |                                 |
| 대형 안뜰                       | Großer Hof                      | 우루크 IVa                      | 독특                            | 소성 벽돌                       | 2873                            |                                 |
| 판축 건물                       | Stampflehm                      | 우루크 III                      | 독특                            | x                               | x                               |                                 |
| 원형 기둥 홀                    | Rundpeifeilerhalle              | 우루크 IVb                      | 독특                            | 진흙 벽돌                       | x                               |                                 |
| 아누 지구: 기원전 4000–2000년   |                                 |                                 |                                 |                                 |                                 |                                 |
| 돌 건물                         | Steingebäude                    | 우루크 VI                       | 독특                            | 석회암 및 역청                  | x                               |                                 |
| 흰색 사원                       | x                               | 우루크 III                      | 삼분형                          | 진흙 벽돌                       | 382                             |                                 |

에안나는 우루크 시대부터 금성으로 상징되는 이슈타르에게 헌정되었다는 것이 분명하다. 당시 이슈타르는 지하 세계의 이슈타르(수메르어: ᵈinanna-kur), 아침의 이슈타르(수메르어: ᵈinanna-hud₂), 저녁의 이슈타르(수메르어: ᵈinanna-sig), 그리고 이슈타르(수메르어: ᵈinanna-NUN)의 네 가지 모습으로 숭배되었다. 이 시기 우루크에 있던 네 개의 사원 이름은 알려져 있지만, 특정 건축물이나 신과 연결하는 것은 불가능하다.
- 이슈타르 성소 (수메르어: eš-ᵈinanna)
- 저녁의 이슈타르 성소 (수메르어: eš-ᵈinanna-sig)
- 하늘 사원 (수메르어: e₂-an)
- 하늘과 지하 세계의 사원 (수메르어: e₂-an-ki)

우루크의 건축물
에안나 VI–V 평면도
에안나 IVb 평면도
에안나 IVa 평면도
에안나 III 평면도
신수메르 시대 에안나 평면도
아누 지구 E단계 평면도
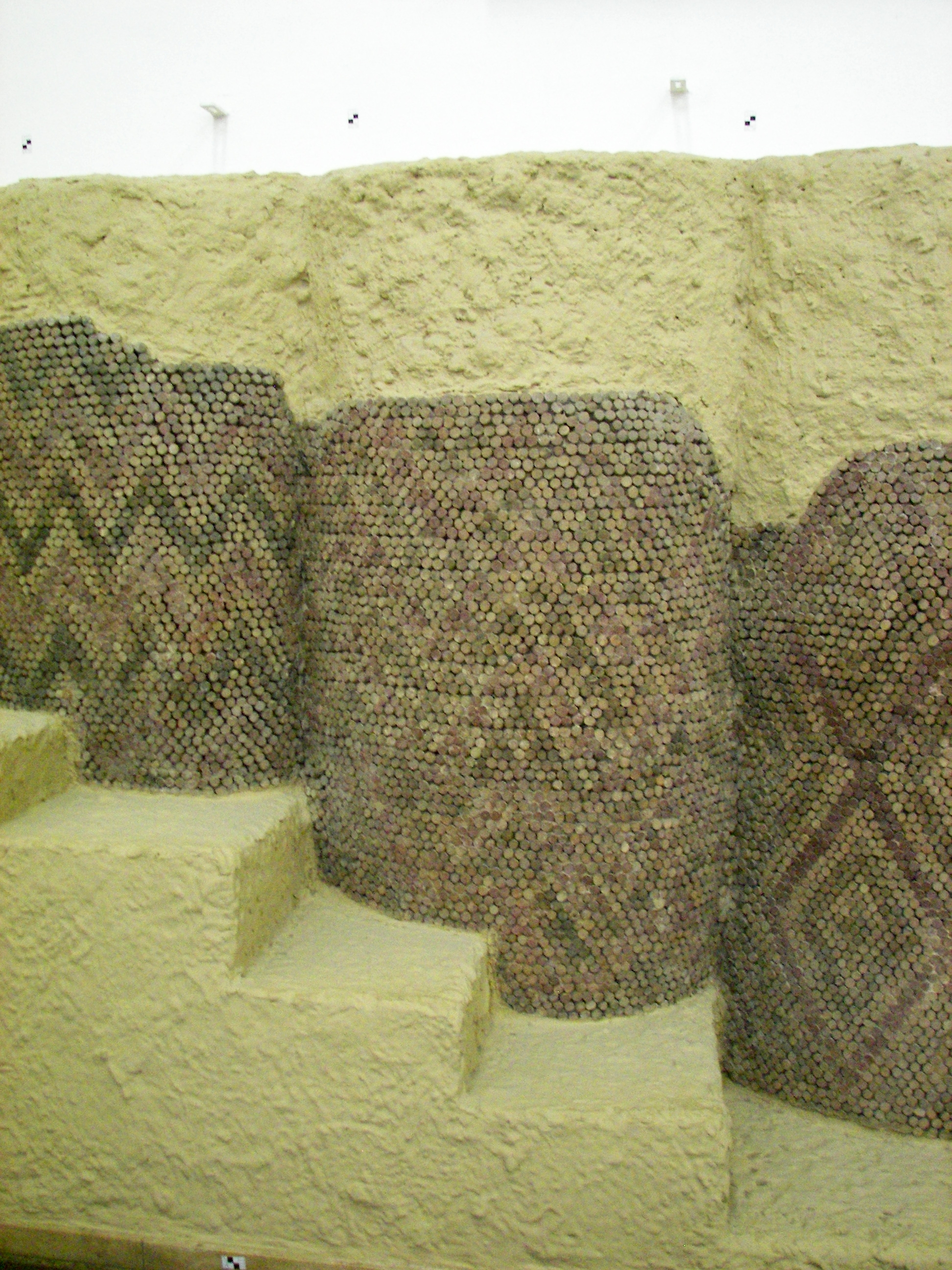
에안나 사원 모자이크 재현.
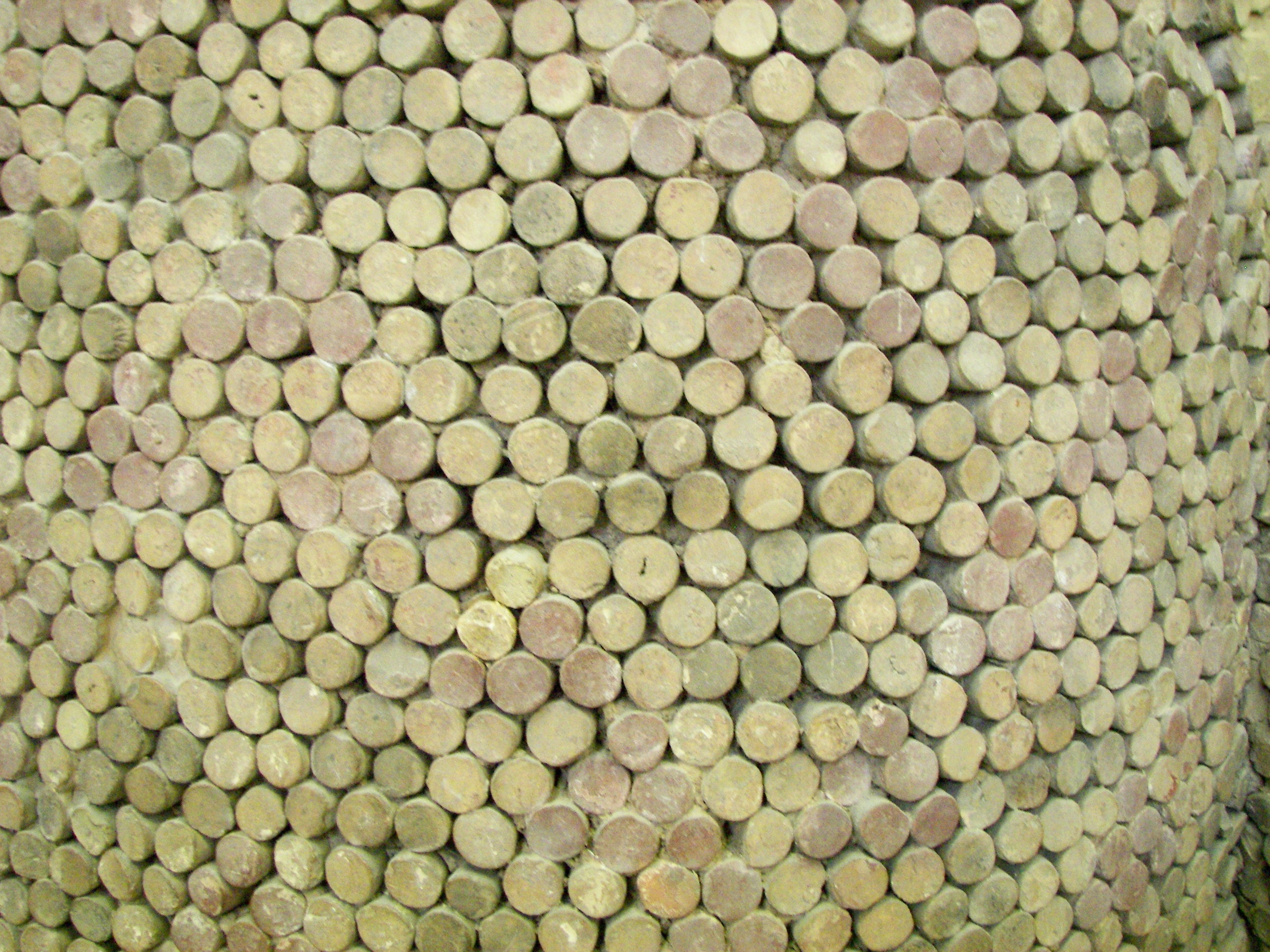
에안나 사원 모자이크 재현 상세도.

## 고고학

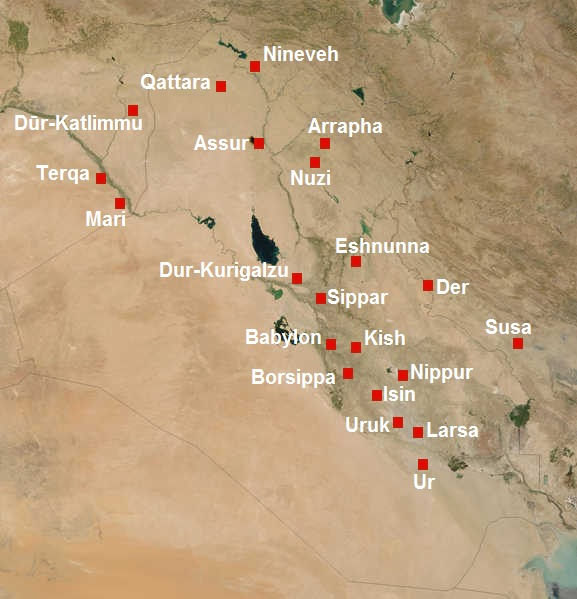
기원전 제2천년기의 메소포타미아. 북쪽에서 남쪽으로: 니네베, 카타라 (또는 카라나), 두르-카틀림무, 아수르, 아라파, 테르카, 누지, 마리, 에쉬눈나, 두르-쿠리갈주, 데르, 시파르, 바빌론, 키시, 수사, 보르시파, 니푸르, 이신, 우루크, 라르사, 우르

우루크 시대 말기(기원전 3100년경)에 우루크는 250 ha (620 ac) 규모에 달했다. 이어지는 젬데트 나스르 시대에는 기원전 2800년경까지 600 ha (1,500 ac) 규모로 성장했으며, 우루크 시대 건축물의 기반을 평탄화한 후 주된 사원 지역인 에안나가 완전히 재건되었다. 이 시기에 새로운 성벽이 건설되었다.
고대 우르에서 북서쪽으로 약 50 mi (80 km) 떨어진 이 유적지는 면적이 약 5.5 km2 (2.1 mi2)에 달하는 이 지역에서 가장 큰 유적지 중 하나이다. 최대 길이는 남북으로 3 km (1.9 mi), 동서로 2.5 km (1.6 mi)이다. 유적지 내에는 에안나 지구, 비트 레쉬(쿨라바), 이리갈의 세 가지 주요 텔이 있다. 고고학적으로 이 유적지는 여섯 부분으로 나뉜다.
1. 에안나 지구라트 '에기파르-이민',
2. 에안나 울타리(징겔),
3. 아누-안툼 사원 단지, 비트 레쉬, 아누 지구라트,
4. 이리갈, 남쪽 건물,
5. 가레우스 사원과 다중 아프스 건물을 포함한 파르티아 시대 건축물,
6. 관련 신카시드 궁전과 셀레우코스 시대 비트 아키투를 포함한 "길가메시" 성벽.[29]

우루크의 위치는 1835년에 프레이저와 로스에 의해 처음 확인되었다. 윌리엄 로프터스는 1849년 탐사 임무 후 1850년과 1854년에 그곳을 발굴했다. 로프터스 자신의 기록에 따르면, 그는 첫 발굴이 기껏해야 피상적이었다고 인정하는데, 그의 후원자들이 그에게 최소한의 비용으로 대규모 박물관 유물을 제공하도록 강요했기 때문이다. 로프터스가 발견한 큰 현무암 석비는 나중에 유실되었다. 와르카는 1902년에 고고학자 발터 안드레아에 의해 탐사되기도 했다. 1905년에는 고고학자 에드거 제임스 뱅크스가 와르카를 방문했다.

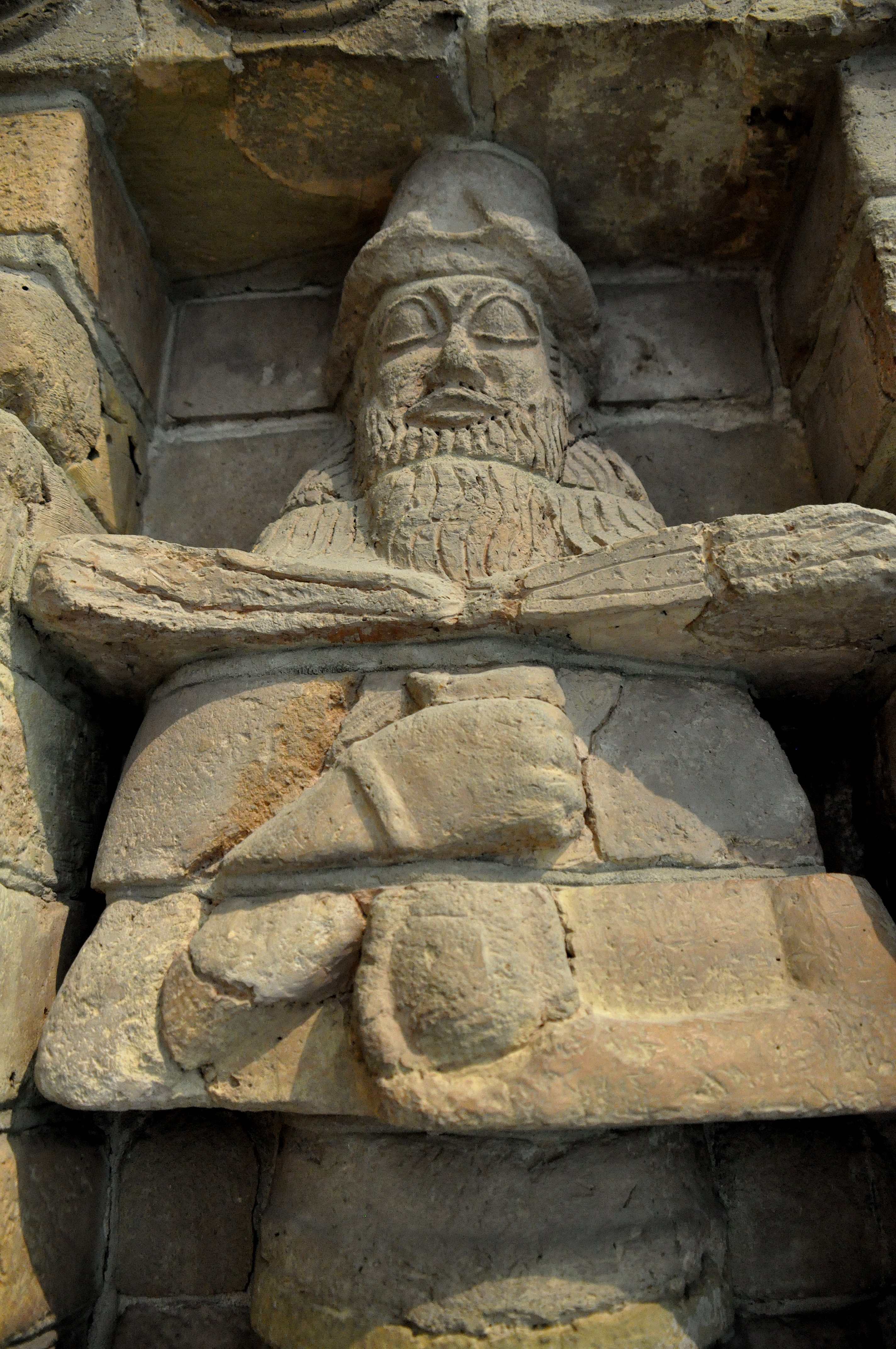
물을 따르는 남신. 이라크 우루크의 이슈타르 사원 외벽. 기원전 15세기. 페르가몬 박물관

1912년부터 1913년까지 독일 동양학회의 율리우스 요르단과 그의 팀은 유적지에 있는 네 개의 알려진 사원 중 하나인 이슈타르 사원을 발견했다. 우루크의 사원들은 벽돌로 지어졌고 다채로운 모자이크로 장식되어 매우 인상적이었다. 요르단은 또한 성벽의 일부를 발견했다. 나중에 이 40-to-50-피트 (12 to 15 m) 높이의 벽돌 성벽은 방어 메커니즘으로 사용되었을 가능성이 높으며, 총 9 km (5.6 mi) 길이로 도시를 완전히 둘러쌌던 것으로 밝혀졌다. 퇴적층 연대 측정 기법을 사용하여 이 성벽은 기원전 3000년경에 세워진 것으로 추정된다. 요르단은 전체 유적지의 등고선 지도를 제작했다.
독일 동양학회는 1928년에 우루크로 돌아와 제2차 세계 대전이 발발하기 전인 1939년까지 발굴을 계속했다. 팀은 1931년 요르단이 바그다드 유물관리국장이 되기 전까지 그가 이끌었고, 그 후 A. 뢸데케, 에른스트 하인리히, H. J. 렌젠이 이끌었다. 발굴된 유물 중에는 젬데트 나드르 층에서 발굴되었지만 양식적으로 우루크 4기로 추정되는 사자 사냥 석비가 있었다.
독일의 발굴은 전쟁 후 재개되어 1954년부터 1967년까지 하인리히 렌젠의 지휘 아래 진행되었다. 그 후 1968년에는 J. 슈미트가, 1978년에는 R. M. 뵈머가 뒤를 이었다. 총 39시즌 동안 독일 고고학자들은 우루크에서 작업했다. 그 결과는 두 개의 보고서 시리즈에 기록되어 있다.
- Ausgrabungen der Deutschen Forschungsgemeinschaft in Uruk (ADFU), 17권, 1912–2001
- Ausgrabungen in Uruk-Warka, Endberichte (AUWE), 25권, 1987–2007

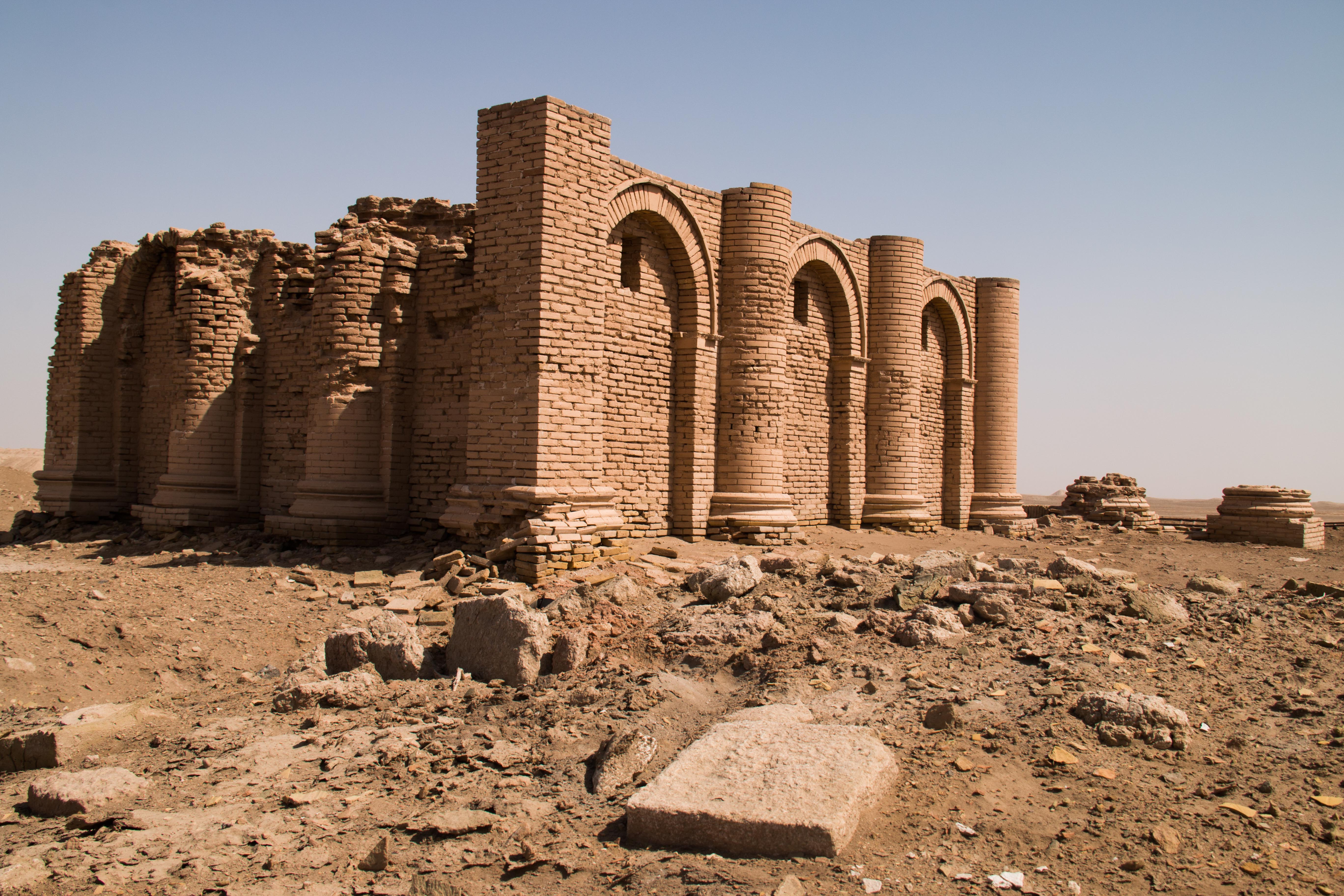
기원후 100년경 우루크의 가레우스 사원 유적.

가장 최근에는 2001년부터 2002년까지 독일 고고학 연구소 팀이 마르가레테 판 에스, 요르크 파스빈더, 헬무트 베커와 함께 우루크에서 부분적인 자력계 조사를 실시했다. 지구물리학적 조사 외에도 시추 코어 샘플과 항공 사진이 촬영되었다. 이는 2005년에 고해상도 위성 이미지로 이어졌다. 작업은 2016년에 재개되었으며 현재 성벽 지역과 주변 경관 조사에 집중하고 있다. 작업의 일환으로 우루크 고고학 지역의 디지털 트윈을 만드는 작업이 진행되었다. 현재 진행 중인 작업에는 지구물리학적 조사도 포함된다. 유적지의 토양 특성상 지표 투과 레이더가 적합하지 않으므로, 세슘 자력계와 저항 프로브를 함께 사용하고 있다.

### 쐐기 문자 점토판

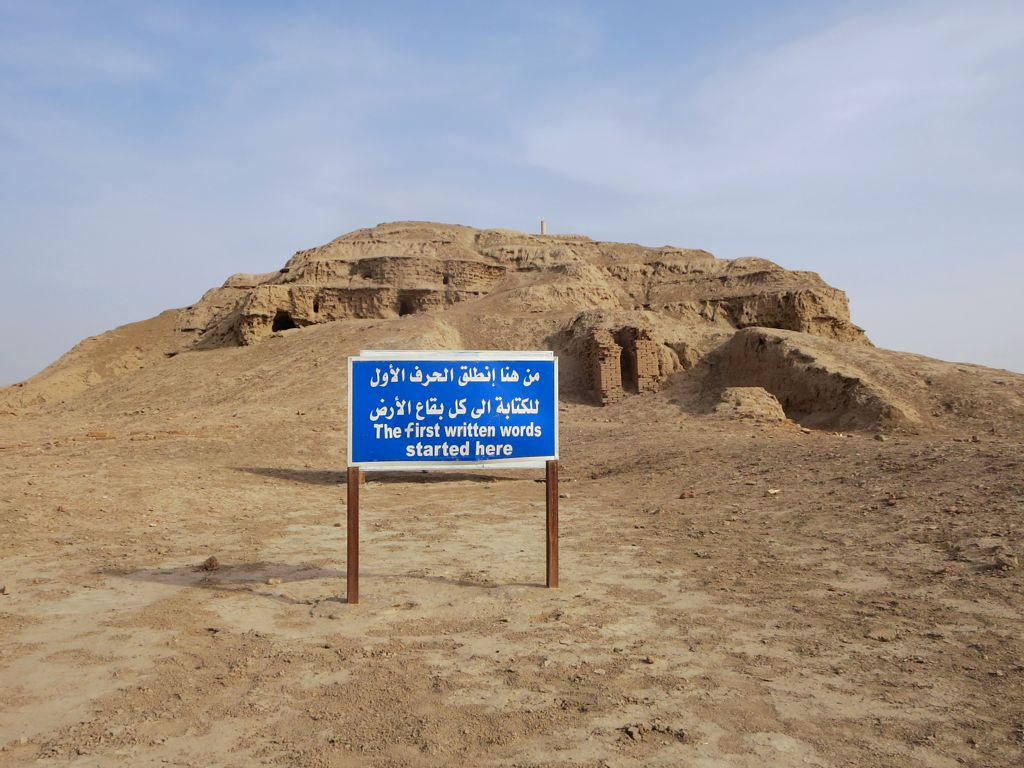
이라크 사마와 동쪽 39km 지점의 우루크(와르카) 입구에 서 있는 기원전 4천년기부터의 거대한 지구라트.

우루크에서 여러 원시 쐐기 문자 점토판이 발견되었다. 약 190개는 우루크 V기(기원전 3500년경)의 "숫자 점토판" 또는 "눌러 찍은 점토판"이었고, 1776개는 우루크 IV기(기원전 3300년경)에서, 3094개는 젬데트 나스르 시대라고도 불리는 우루크 III기(기원전 3200-2900년경)에서 발견되었다. 나중에 해독된 쐐기 문자 점토판에는 수메르 문명의 왕들에 대한 기록인 유명한 수메르 왕명표가 포함되어 있다. 신바빌로니아 제국, 후기 바빌로니아, 셀레우코스 제국 시대의 법률 및 학술 점토판은 아담 팔켄슈타인과 독일 고고학 연구소 바그다드 지부의 다른 아시리아학 학자들인 얀 J. A. 다이크, 헤르만 훈거, 앙투안 카비뉴, 에그베르트 폰 바이어, 그리고 카를하인츠 케슬러 또는 에를렌트 겔켄과 같은 다른 학자들에 의해 출판되었다. 많은 쐐기 문자 점토판들은 대영박물관, 예일 바빌로니아 컬렉션, 루브르 박물관과 같은 박물관 및 소장품으로 인수되었다. 루브르 박물관에는 아람어 우루크 주문으로 알려진 아람어 쐐기 문자 점토판이 소장되어 있다. 우루크에서 발견된 마지막 쐐기 문자 점토판은 W22340a로, 서기 79/80년으로 추정되는 천문 역서이다.
사람 이름이 나오는 가장 오래된 글은 우루크에서 발견되었는데, 여러 점토판에 쿠심이라는 이름이 언급되어 있다. 이 쿠심이 한 인물이라면, 그는 보리 거래를 기록하는 회계사 역할을 했다. (29,086 단위 보리, 37개월, 쿠심)

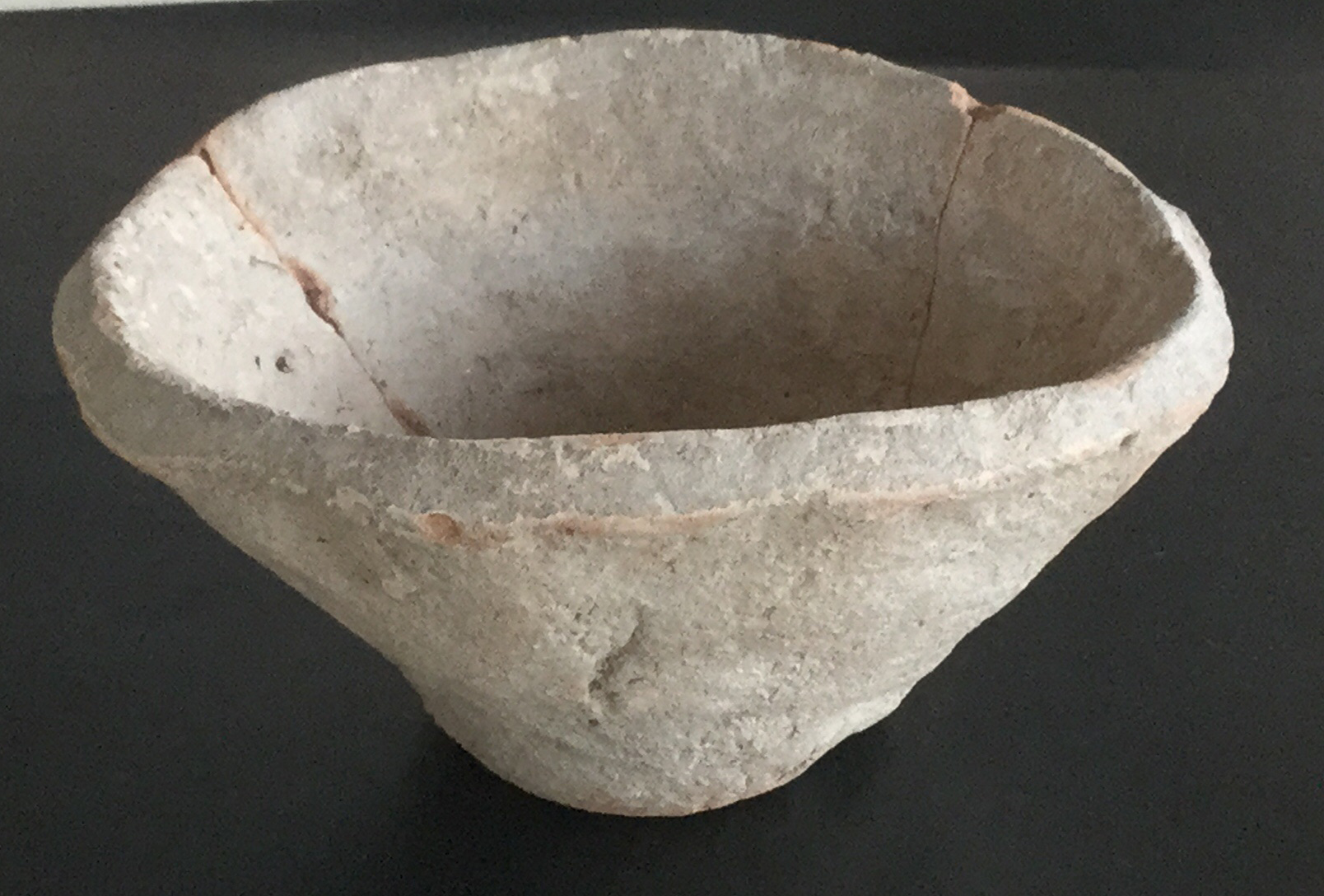
배급용으로 사용된 후기 우루크 시대의 경사 가장자리 그릇.

경사 가장자리 그릇은 우루크 시대에 가장 흔하게 사용된 용기였다. 이 그릇은 부양 노동자들에게 음식이나 음료를 배급하기 위한 용기였던 것으로 여겨진다. 도자기 제작을 위한 빠른 돌림판의 도입은 우루크 시대 후반에 발전했으며, 도자기의 대량 생산을 더 간단하고 표준화되게 만들었다.

### 유물
'와르카의 숙녀'와 '수메르의 모나리자'로도 알려진 와르카의 가면은 기원전 3100년경의 것으로, 인간 얼굴의 가장 초기 표현 중 하나이다. 조각된 대리석 여성 얼굴은 아마도 이슈타르를 묘사한 것일 것이다. 높이는 약 20 cm (7.9 in)이며, 더 큰 숭배상에 통합되었을 수 있다. 이 가면은 2003년 4월 2003년 이라크 침공 중에 이라크 박물관에서 약탈당했다. 2003년 9월에 회수되어 박물관으로 반환되었다.

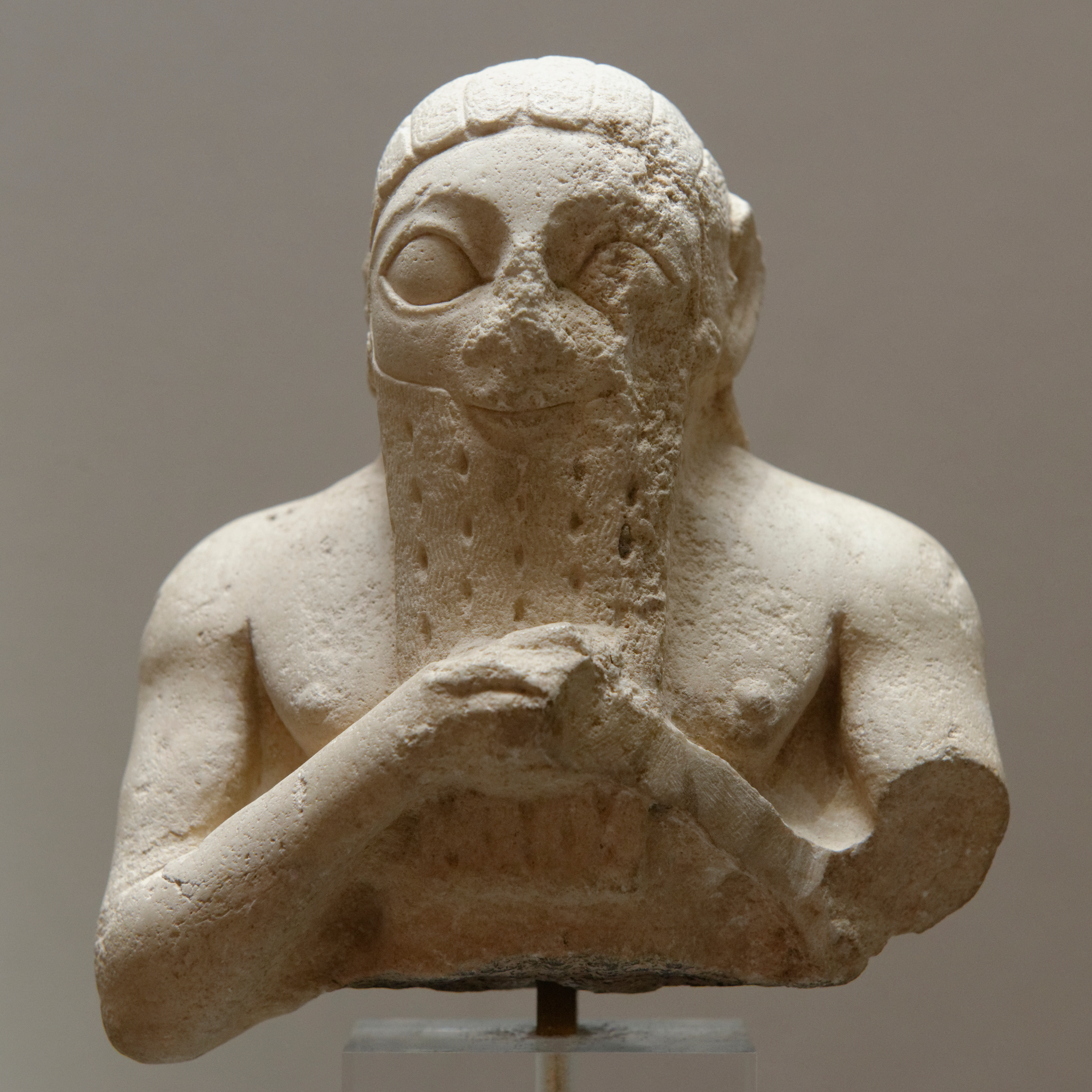
우루크의 왕 루갈키살시
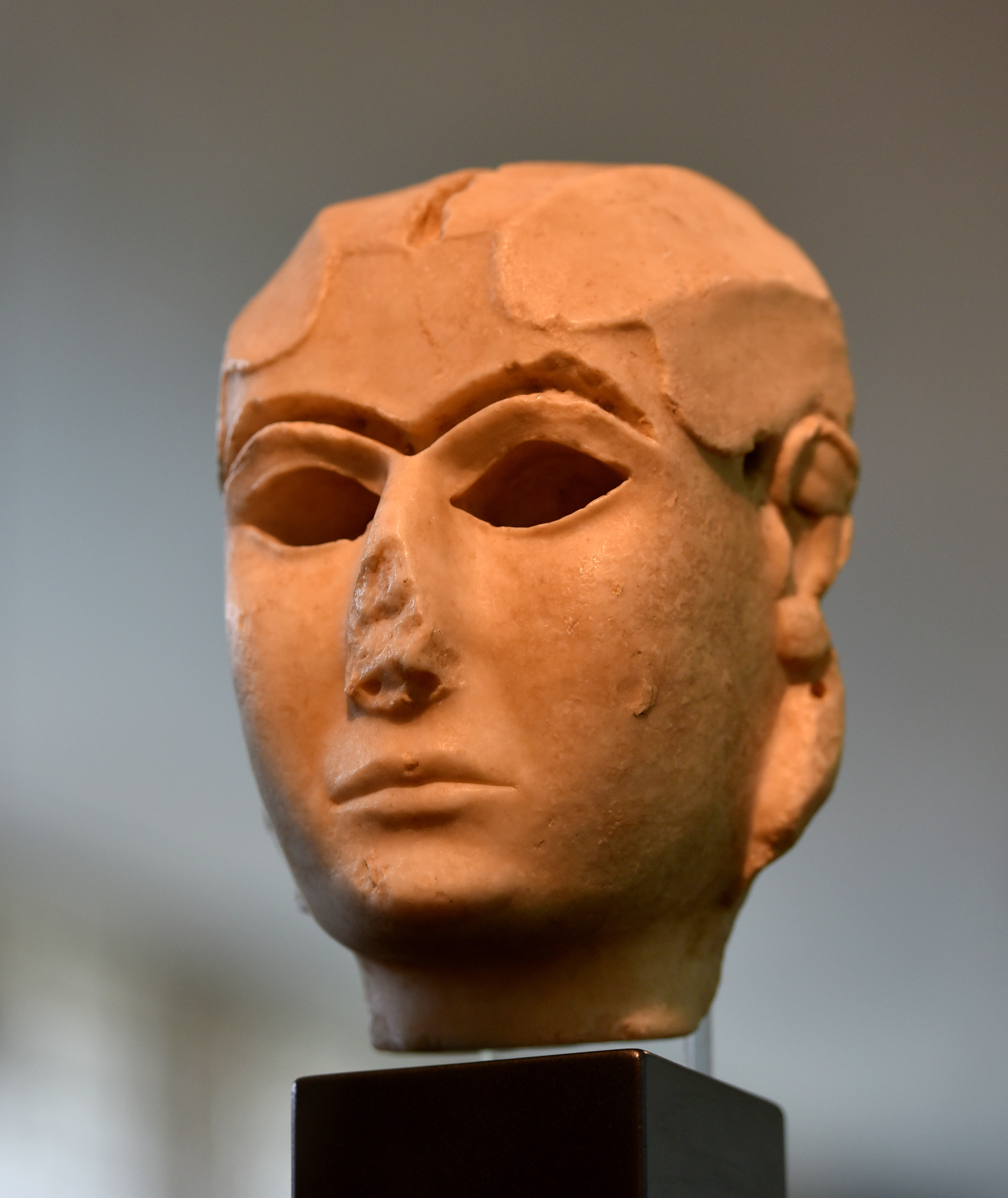
와르카의 가면
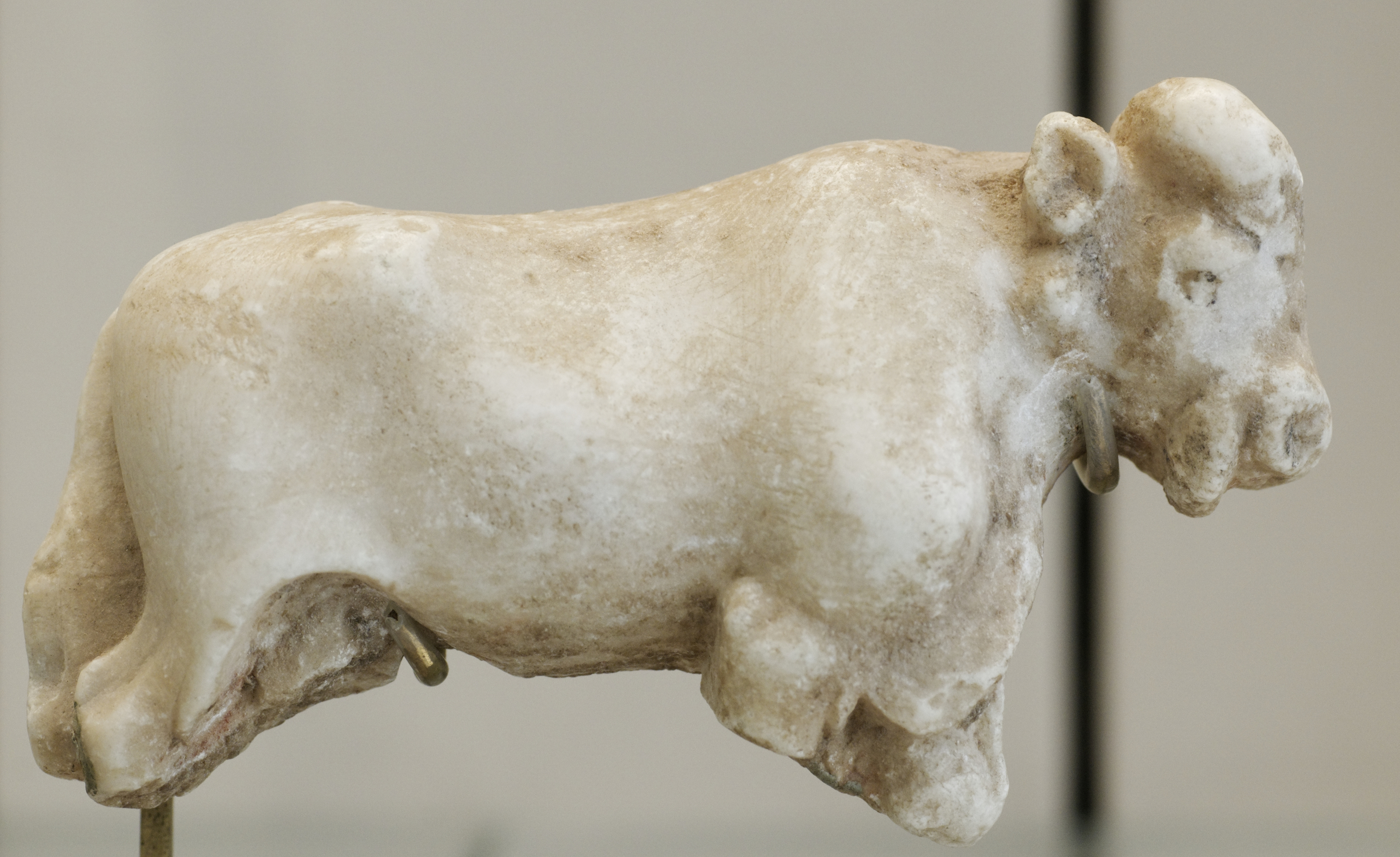
황소 조각, 젬데트 나스르 시대, 기원전 3000년경
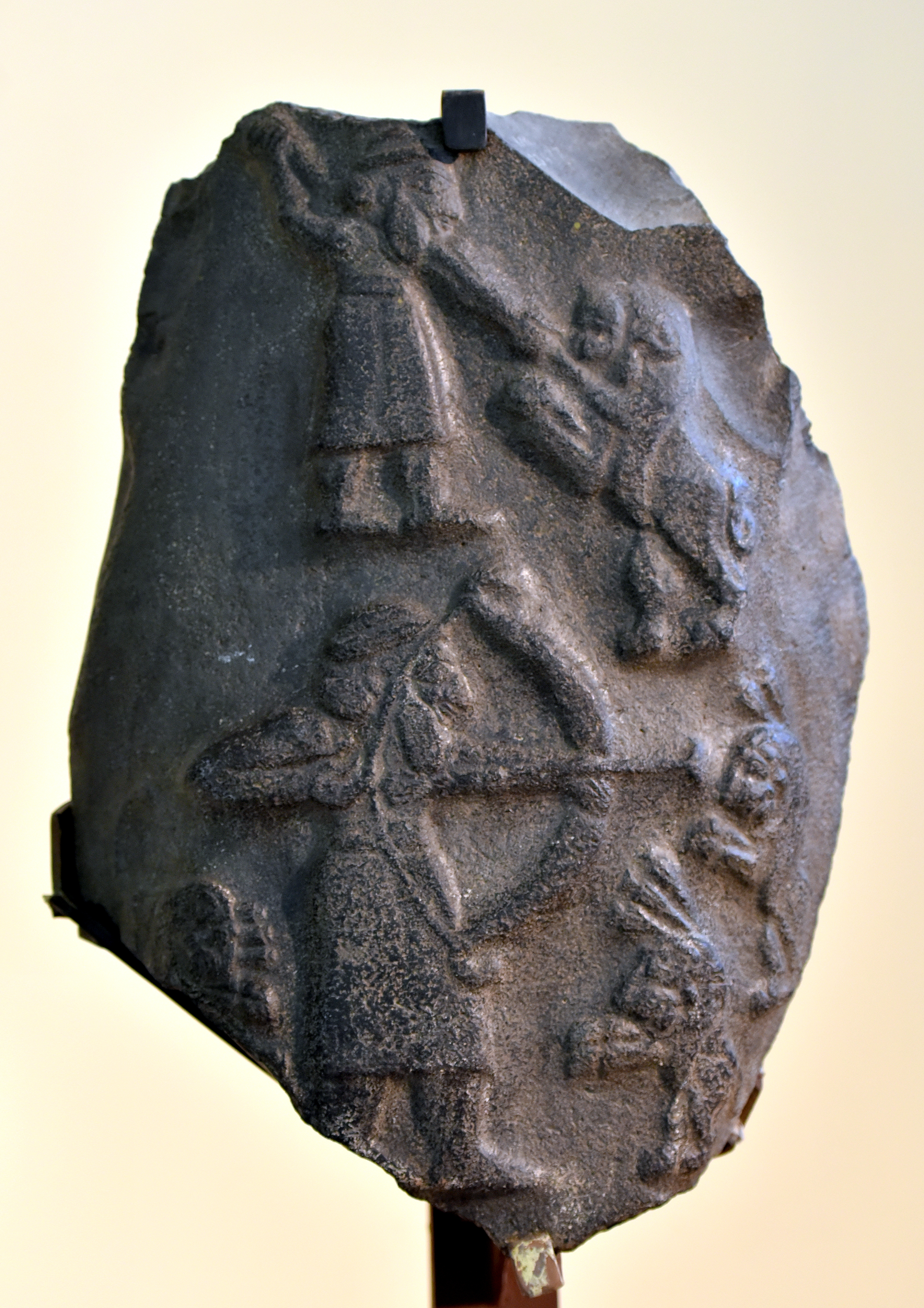
사자 사냥 석비 – 우루크 시대

### 우루크의 고고학적 층위
고고학자들은 우루크에서 시간 순서대로 서로 위에 지어진 여러 우루크 도시를 발견했다.
- 우루크 XVIII 에리두 시대 ( 기원전 5000년경): 우루크의 건국
- 우루크 XVIII–XVI 후기 우바이드 시대 (기원전 4800–4200년)
- 우루크 XVI–X 초기 우루크 시대 (기원전 4000–3800년)
- 우루크 IX–VI 중기 우루크 시대 (기원전 3800–3400년)
- 우루크 V–IV 후기 우루크 시대 (기원전 3400–3100년): 에안나 지구의 최초 기념비적 사원 건설
- 우루크 III 젬데트 나스르 시대 (기원전 3100–2900년): 9km 성벽 건설
- 우루크 II
- 우루크 I

### 아누 지구
전통적으로 아누 지구라고 불리는 지역은 단일한 거대한 테라스로 구성되어 있으며, 원래 수메르의 하늘신 아누에게 봉헌된 것으로 추정되는 아누 지구라트이다.
석조 사원은 석회암과 역청으로 지어졌으며, 판축으로 된 단상 위에 놓여 있고 석회 모르타르로 마감되었다. 단상 자체는 의례적으로 결혼 침대로 사용되었던 기파루라는 직조된 갈대 매트 위에 건설되었다. 기파루는 생식력의 원천이었으며, 이 힘이 구조물 위로 방출되었다. 석조 사원의 구조는 에누마 엘리시의 일부 신화적 개념을 더욱 발전시키는데, 이는 그곳에서 발견된 수로, 물탱크, 용기 등으로 미루어 볼 때 봉헌 의식과 관련이 있을 수 있다. 이 구조물은 의례적으로 파괴되었고, 점토와 돌을 교대로 덮은 후, 얼마 후 발굴되어 모르타르로 채워졌다.

### 에안나 지구

에안나 IVa (밝은 갈색) 및 IVb (어두운 갈색)

에안나 지구는 우루크 시대 VI–IV기에 문자 기록과 기념비적인 공공 건축물이 모두 등장했다는 점에서 역사적으로 중요하다. 이 두 가지 발전의 결합은 에안나를 인류 역사상 최초의 진정한 도시이자 문명으로 평가할 수 있게 한다. 에안나 IVa기에는 가장 초기의 문자 기록이 포함되어 있다.
에안나의 첫 번째 건물인 돌 원추형 사원(모자이크 사원)은 기존 우바이드 사원 위에 VI기에 지어졌으며, 정교한 버트레스 시스템을 갖춘 석회암 벽으로 둘러싸여 있다. 판축 외벽에 박힌 색색의 돌 원추형 모자이크 때문에 명명된 돌 원추형 사원은 메소포타미아에서 가장 초기의 물 숭배와 관련될 수 있다. 이 사원은 우루크 IVb기에 "강제로 파괴"되었고, 그 내용은 리엠첸 건물에 매장되었다.

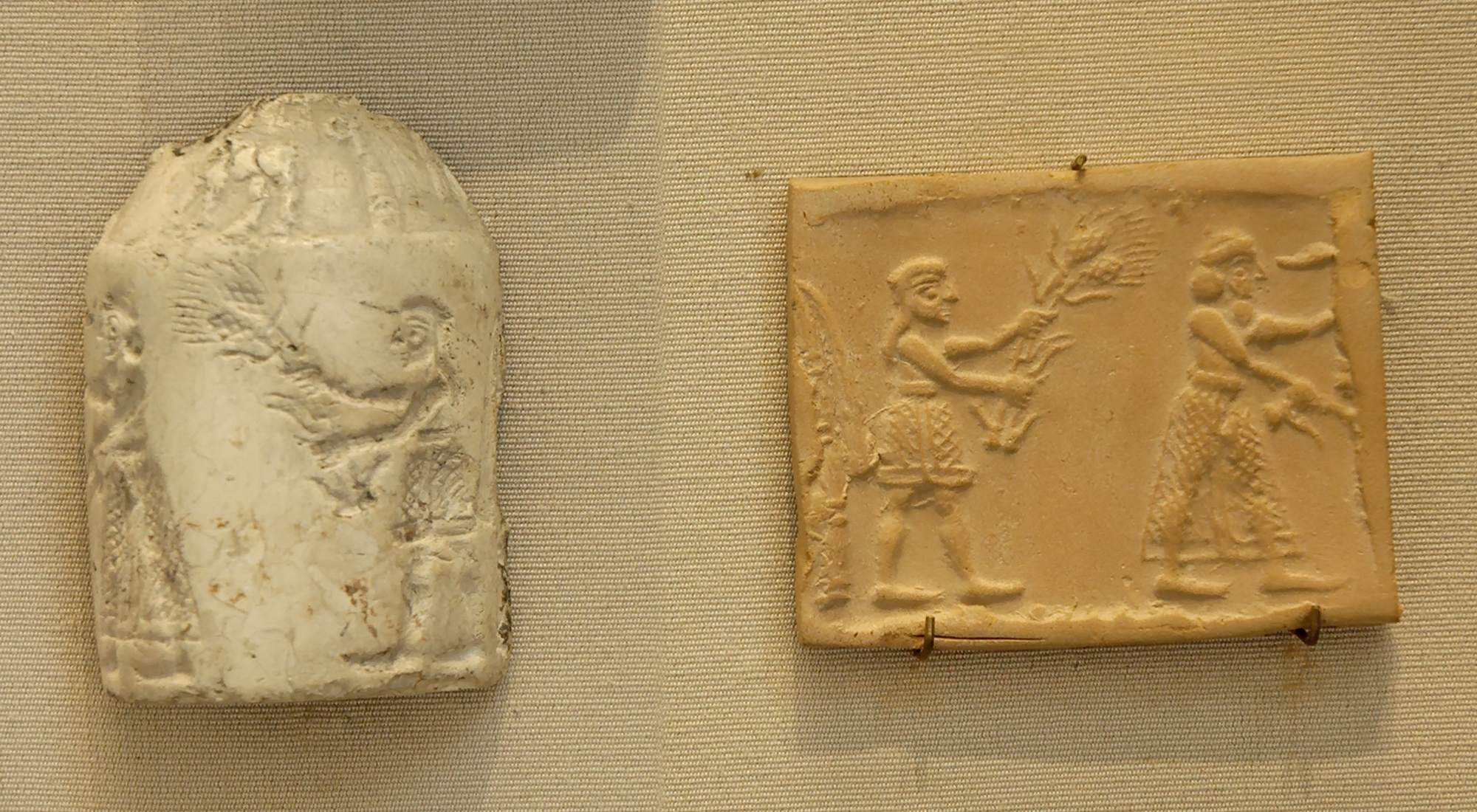
우루크 시대 원통형 인장 및 그 인상, 기원전 3100년경. 루브르 박물관.

다음 시기인 우루크 V기에는 돌 원추형 사원에서 동쪽으로 약 100m 떨어진 곳에 석회암 사원이 기존 우바이드 사원 위에 2m 높이의 판축 포디엄 위에 지어졌는데, 이 사원 역시 돌 원추형 사원처럼 우바이드 문화의 연속성을 보여준다. 그러나 석회암 사원은 그 규모와 돌의 사용 면에서 전례가 없었으며, 이는 전통적인 우바이드 건축과는 확연히 달랐다. 돌은 우루크에서 동쪽으로 약 60km 떨어진 우마이야드의 채석장에서 가져온 것이다. 사원 전체가 석회암으로 지어졌는지, 아니면 기초만 석회암으로 지어졌는지는 불분명하다. 석회암 사원은 아마도 최초의 이슈타르 사원일 것이지만, 확실히 알 수는 없다. 돌 원추형 사원처럼 석회암 사원도 원추형 모자이크로 덮여 있었다. 이 두 사원은 모두 직사각형으로 모서리가 기본 방향과 일치했으며, 긴 축을 따라 두 개의 작은 홀이 양쪽에 배치되고 버트레스가 있는 외벽을 특징으로 했다. 이는 미래 모든 메소포타미아 사원 건축의 유형학의 원형이 되었다.

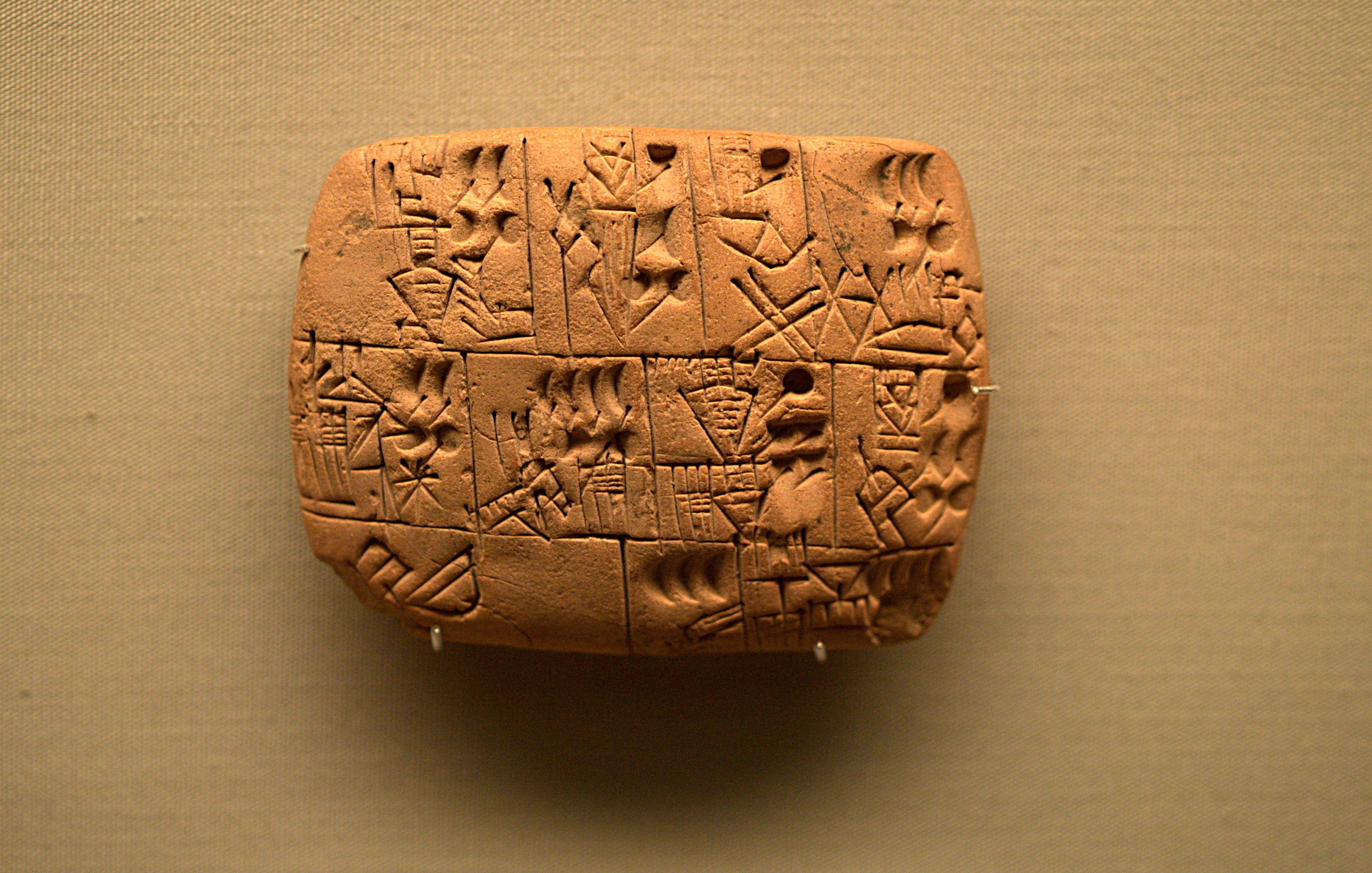
우루크 3기(기원전 3200-3000년경) 점토판으로, 기관의 저장실에서 맥주가 분배된 기록이 있다. 대영박물관

이 두 기념비적인 건축물 사이에 건물 단지(A–C, E–K, 리엠첸, 원추형 모자이크라고 불림), 안뜰, 벽이 에안나 IVb기 동안 건설되었다. 이 건물들은 도시가 250 ha (620 ac)로 성장하고 장거리 무역을 확립하는 우루크의 대규모 확장 시기에 건설되었으며, 이전 시기의 건축 양식의 연속이다. 독일인들이 리엠첸이라고 부르는 16 cm (6.3 in)×16 cm (6.3 in) 크기의 벽돌 모양에서 이름을 따온 리엠첸 건물은 돌 원추형 사원이 파괴된 후 중심에 의례적인 불을 계속 태우던 기념물이다. 이런 이유로 우루크 IV기는 신앙과 문화의 재정향을 나타낸다. 이 기념물의 외벽은 기하학적 및 인물 벽화로 덮여 있었을 수 있다. 이 사원에서 처음 사용된 리엠첸 벽돌은 우루크 IV기 에안나의 모든 건물을 짓는 데 사용되었다. 색색의 원추를 외벽 장식으로 사용하는 방식도 크게 발전했으며, 아마도 원추형 모자이크 사원에서 가장 효과적으로 사용되었을 것이다. 사원 N, 원형 기둥 홀, 원추형 모자이크 안뜰의 세 부분으로 구성된 이 사원은 당시 에안나에서 가장 기념비적인 건축물이었다. 이들은 모두 의례적으로 파괴되었고, 에안나 지구 전체는 IVa기에 훨씬 더 웅장한 규모로 재건되었다.
에안나 IVa기 동안, 석회암 사원은 철거되었고 그 기초 위에 붉은 사원이 건설되었다. 우루크 IVb기 건물들의 축적된 잔해는 테라스인 L자형 테라스로 형성되었고, 그 위에 건물 C, D, M, 대형 홀, 기둥 홀이 건설되었다. 건물 E는 처음에는 궁전으로 생각되었으나, 나중에 공동 건물로 밝혀졌다. 또한 IV기에는 두 층의 벤치로 둘러싸여 원추형 모자이크로 덮인 움푹 들어간 안뜰인 대형 안뜰이 건설되었다. 작은 수로가 대형 안뜰로 이어져 한때 정원에 물을 공급했을 수도 있다. 이 시기의 인상적인 건물들은 우루크가 정점에 달하고 600헥타르로 확장되었을 때 건설되었다. 에안나 IVa기의 모든 건물은 불분명한 이유로 우루크 III기에 파괴되었다.
III기 에안나의 건축은 이전과 매우 달랐다. 기념비적인 사원 단지는 대형 안뜰 주변의 목욕탕과 미궁 같은 판축 건물로 대체되었다. 이 시기는 초기 왕조 수메르 시대인 기원전 2900년경에 해당하며, 경쟁 도시국가들로 인해 우루크의 지배력이 약화되면서 사회적 격변이 심했던 시기이다. 이 시기의 요새와 같은 건축물은 그러한 혼란을 반영한다. 이슈타르 사원은 이 시기에도 새로운 형태로 '우루크의 이슈타르의 집'(수메르어: e₂-ᵈinanna unuᵏⁱ-ga)이라는 새로운 이름으로 계속 기능했다. 이 건축물의 위치는 현재 알려져 있지 않다.

## 통치자 목록
수메르 왕명표(SKL)에는 우루크의 5개 왕조 중 22명의 통치자만이 기록되어 있다. 6번째 왕조는 SKL에 언급되지 않은 아모리인 왕조였다. 다음 목록은 완전한 목록으로 간주되어서는 안 된다.
| #                                                                                               | 묘사                   | 통치자                      | 계승                    | 별칭                                             | 대략 시기 | 비고 |
| ----------------------------------------------------------------------------------------------- | ---------------------- | --------------------------- | ----------------------- | ------------------------------------------------ | --- | --- |
| 초기 왕조 1기 ( 기원전 2900년 – 경 기원전 2700년경)                                             |                        |                             |                         |                                                  | | |
| 우루크 제1왕조 / 우루크 I 왕조 ( 기원전 2900년 – 경 기원전 2700년경)                            |                        |                             |                         |                                                  | | |
| "그때 키시는 패배했고 왕권은 에안나 (우루크)로 넘어갔다."— 수메르 왕명표 (SKL)                  |                        |                             |                         |                                                  | | |
| 1대                                                                                             |                        | 메시크앙가셰르 𒈩𒆠𒉘𒂵𒊺𒅕       | 우투의 아들             |                                                  | r. c. 기원전 2775년 (324년) | - SKL에 따르면 에안나(우루크)의 "군주"와 "왕" 두 직함을 모두 가졌다고 한다. 또한, 수메르 전체에 대한 "왕권"을 가졌다고 한다. - 성경의 쿠시와 비교되기도 했다. - 그의 통치는 우르 제3왕조 시대의 조작이라는 의심을 오랫동안 받아왔다.                       |
| "메시크앙가셰르는 바다로 들어가 사라졌다."— SKL                                                 |                        |                             |                         |                                                  | | |
| 2대                                                                                             |                        | 엔메르카르 𒂗𒈨𒅕              | 메시크앙가셰르의 아들   | "우루크를 건설한 우루크의 왕"                    | r. c. 기원전 2750년, c. 기원전 2730년 BC (420년)                                                                                                  | - 루갈반다와 안주드 새 이야기에 따르면 최소 50년 동안 통치했다고 한다. - 글쓰기를 발명했고, 엔메르카르와 아라타의 영주 전설에 따르면 아라타를 1년 동안 포위했다고 한다. - SKL에 따르면 우루크의 "왕"뿐만 아니라 수메르 전체에 대한 "왕권"을 가졌다고 한다. |
| 3대                                                                                             |                        | 루갈반다 𒈗𒌉𒁕                |                         | "양치기"                                         | r. c. 기원전 2700년 BC (1,200년) | - 산 동굴의 루갈반다 이야기에 따르면 엔메르카르의 군대에서 병사였다고 한다. - SKL의 별칭에 "양치기"로 묘사되었으며, 우루크의 "왕"뿐만 아니라 수메르 전체의 "왕권"을 가졌다고 한다. - 역사성 불확실                                                         |
| 4대                                                                                             |                        | 두무지드 𒌉𒍣𒋗𒄩               |                         | "도시는 키시가였던 어부"                         | r. c. 기원전 2700년 BC (110년) | - 구담이 이끄는 침략군을 격퇴했다. - 엔메바라게시의 템포레. - 역사성 불확실 |
| 초기 왕조 2기 ( 기원전 2700년 – 경 기원전 2600년경)                                             |                        |                             |                         |                                                  | | |
| 5대                                                                                             |                        | 길가메시 𒀭𒄑𒉋𒂵𒈨𒌋𒌋𒌋           | 루갈반다의 아들 (?)     | "쿨라바의 군주"                                  | r. c. 기원전 2700년, c. 기원전 2670년, c. 기원전 2650년 BC (126년)                                                                                | - 우루크의 성벽을 건설했다. - 키시의 아가 시대의 통치자이자 그를 상대로 승리했다. - 역사성 확실 |
| 6대                                                                                             |                        | 우르-눈갈 𒌨𒀭𒉣𒃲              | 길가메시의 아들         |                                                  | r. c. 기원전 2650년 – c. 기원전 2620년 BC (30년)                                                                                                  | - SKL에 따르면 우루크의 "왕"뿐만 아니라 수메르 전체에 대한 "왕권"을 가졌다고 한다. - 툼말 연대기에서 알려짐 - 역사성 불확실 |
| 7대                                                                                             |                        | 우둘-칼라마 𒌋鏁𒌦𒈠           | 우르-눈갈의 아들        |                                                  | r. c. 기원전 2620년 – c. 기원전 2605년 BC (15년)                                                                                                  | - SKL에 따르면 우루크의 "왕"뿐만 아니라 수메르 전체에 대한 "왕권"을 가졌다고 한다. - SKL에서 알려짐; 그 외에는 거의 알려지지 않음 - 역사성 불확실 |
| 8대                                                                                             |                        | 라-바숨 𒆷𒁀𒀪𒋳                |                         |                                                  | r. c. 기원전 2605년 – c. 기원전 2596년 BC (9년)                                                                                                   | - SKL에 따르면 우루크의 "왕"뿐만 아니라 수메르 전체에 대한 "왕권"을 가졌다고 한다. - SKL에서 알려짐; 그 외에는 거의 알려지지 않음 - 역사성 불확실 |
| 9대                                                                                             |                        | 엔-눈-타라-아나 𒂗𒉣 보도록𒀭𒈾 |                         |                                                  | r. c. 기원전 2596년 – c. 기원전 2588년 BC (8년)                                                                                                   | - SKL에 따르면 우루크의 "왕"뿐만 아니라 수메르 전체에 대한 "왕권"을 가졌다고 한다. - SKL에서 알려짐; 그 외에는 거의 알려지지 않음 - 역사성 불확실 |
| 10대                                                                                            | 메시-헤 𒈩𒃶             |                             | "대장장이"              | r. c. 기원전 2588년 – c. 기원전 2552년 BC (36년) | - SKL에 따르면 우루크의 "왕"뿐만 아니라 수메르 전체에 대한 "왕권"을 가졌다고 한다. - SKL에서 알려짐; 그 외에는 거의 알려지지 않음 - 역사성 불확실 | |
| 11대                                                                                            | 멜렘-아나 𒈨𒉈𒀭𒈾         |                             |                         | r. c. 기원전 2552년 – c. 기원전 2546년 BC (6년)  | - SKL에 따르면 우루크의 "왕"뿐만 아니라 수메르 전체에 대한 "왕권"을 가졌다고 한다. - SKL에서 알려짐; 그 외에는 거의 알려지지 않음 - 역사성 불확실 | |
| 12대                                                                                            | 루갈-키툰 𒈗𒆠 Scheidegg |                             |                         | r. c. 기원전 2546년 – c. 기원전 2510년 BC (36년) | - SKL에 따르면 우루크의 "왕"뿐만 아니라 수메르 전체에 대한 "왕권"을 가졌다고 한다. - SKL에서 알려짐; 그 외에는 거의 알려지지 않음 - 역사성 불확실 | |
| "12명의 왕; 그들은 2,310년 동안 통치했다. 그 후 우루크는 패배했고 왕권은 우르로 넘어갔다."— SKL |                        |                             |                         |                                                  | | |
| 초기 왕조 3a기 ( 기원전 2550년 – 경 기원전 2500년경)                                            |                        |                             |                         |                                                  | | |
|                                                                                                 |                        | 룸마 𒈝𒈠                     |                         |                                                  | 불확실; 이 두 통치자는 메소포타미아 초기 왕조 (ED) IIIa기 동안 어느 시점에 fl. 기원전 2600년 – 경 기원전 2500년경했을 수 있다.                    | - 역사성 확실 - 메누시 시대의 통치자 |
|                                                                                                 |                        | 우르상파에                  |                         |                                                  | 불확실; 이 두 통치자는 메소포타미아 초기 왕조 (ED) IIIa기 동안 어느 시점에 fl. 기원전 2600년 – 경 기원전 2500년경했을 수 있다.                    | - 역사성 확실 - 우르-파빌사그 시대의 통치자 |
| #                                                                                               | 묘사                   | 통치자                      | 계승                    | 별칭                                             | 대략 시기 | 비고 |
| 초기 왕조 3b기 ( 기원전 2500년 – 경 기원전 2350년경)                                            |                        |                             |                         |                                                  | | |
|                                                                                                 |                        | 루갈남니르숨마 𒈗𒉆 Zimm      |                         |                                                  | 불확실; 이 두 통치자는 ED IIIb기 동안 어느 시점에 fl. 기원전 2500년 – 경 기원전 2400년경했을 수 있다.                                             | - 역사성 확실 - 아쿠르갈 시대의 통치자 - "키시의 왕" |
|                                                                                                 |                        | 루갈실라시 1세 𒈗𒋻𒋛          |                         |                                                  | 불확실; 이 두 통치자는 ED IIIb기 동안 어느 시점에 fl. 기원전 2500년 – 경 기원전 2400년경했을 수 있다.                                             | - 움마의 왕 우쉬 시대의 통치자 - 기르수를 10번이나 공격했다. - "키시의 왕" |
|                                                                                                 |                        | 메스칼람두그 𒈩𒌦𒄭            |                         |                                                  | r. c. 기원전 2600년, c. 기원전 2500년 BC | - "키시의 왕" - 에나칼레 시대의 통치자 |
|                                                                                                 |                        | 메산네파다 𒈩𒀭𒉌𒅆𒊒𒁕           |                         |                                                  | r. c. 기원전 2500년 BC (80년) | - 역사성 확실 - "키시의 왕" - 우르-룸마 시대의 통치자 |
|                                                                                                 |                        | 우르자게 𒌨 Bragg            |                         |                                                  | r. c. 기원전 2400년 BC | - 역사성 확실 - "키시의 왕" - 움마의 왕 일 시대의 통치자 |
| 우루크 제2왕조 / 우루크 II 왕조 ( 기원전 2500년 – 경 기원전 2340년경)                           |                        |                             |                         |                                                  | | |
| "그때 하마지는 패배했고 왕권은 우루크로 넘어갔다."— SKL                                         |                        |                             |                         |                                                  | | |
| 2대                                                                                             |                        | 루갈-키니셰-두두 𒈗𒆠𒉌𒂠𒌌𒌌     |                         |                                                  | r. c. 기원전 2430년, c. 기원전 2400년 BC (120년)                                                                                                  | - 역사성 확실. - "우루크와 우르의 왕"이라는 칭호를 가졌다. - 엔엔타르지 시대의 통치자 |
|                                                                                                 |                        | 루갈-키살시 𒈗김포           | 루갈-키니셰-두두의 아들 |                                                  | 불확실; 이 세 통치자는 EDIIIb기 동안 어느 시점에 fl. 기원전 2400년 – 경 기원전 2350년경했을 수 있다.                                              | - 역사성 확실. - "우루크와 우르의 왕"이라는 칭호를 가졌다. - 루갈안다 시대의 통치자 |
|                                                                                                 |                        | 우르니 𒌨𒉌𒉌𒋾                 |                         |                                                  | 불확실; 이 세 통치자는 EDIIIb기 동안 어느 시점에 fl. 기원전 2400년 – 경 기원전 2350년경했을 수 있다.                                              | - 역사성 확실. - 엘룰루 시대의 통치자 |
|                                                                                                 |                        | 루갈실라시 2세 𒈗𒋻𒋛          |                         |                                                  | 불확실; 이 세 통치자는 EDIIIb기 동안 어느 시점에 fl. 기원전 2400년 – 경 기원전 2350년경했을 수 있다.                                              | - 역사성 확실. - 우루카기나 시대의 통치자 |
| 3대                                                                                             |                        | 아르간데아 𒅈𒂵𒀭𒀀             |                         |                                                  | r. c. 기원전 2350년 BC (7년) | - SKL에 따르면 우루크의 "왕"뿐만 아니라 수메르 전체에 대한 "왕권"을 가졌다고 한다. - SKL에서 알려짐; 그 외에는 거의 알려지지 않음 - 역사성 불확실 |

## 같이 보기
- 우르
- 바빌론
- 메소포타미아

## = 참조주
1. 1 2 3  Harmansah, Ömür (2007년 12월 3일). “The Archaeology of Mesopotamia: Ceremonial centers, urbanization and state formation in Southern Mesopotamia”. 2012년 7월 12일에 원본 문서에서 보존된 문서. 2011년 8월 28일에 확인함.
2. 1 2  Nissen, Hans J (2003). 〈Uruk and the formation of the city〉.   Aruz, J. 《Art of the First Cities: The Third Millennium B.C. from the Mediterranean to the Indus》. New York: Metropolitan Museum of Art. 11–20쪽. ISBN 978-0-300-09883-9.
3. ↑  Algaze, Guillermo (2013). 〈The end of prehistory and the Uruk period〉.   Crawford, Harriet. 《The Sumerian World》. London: Routledge. 68–95쪽. ISBN 978-1-138-23863-3.
4. 1 2  William K. Loftus, Travels and Researches in Chaldaea and Susiana, Travels and Researches in Chaldaea and Susiana: With an Account of Excavations at Warka, the "Erech" of Nimrod, and Shush, "Shushan the Palace" of Esther, in 1849–52, Robert Carter & Brothers, 1857
5. ↑  Warwick Ball, "Rome in the East: the transformation of an empire", Routledge, 2016
6. ↑  “Pennsylvania Sumerian Dictionary, ePSD2”. 《University of Pennsylvania》.
7. 1 2 3 4  Beaulieu, Paul-Alain (2003). 《The Pantheon of Uruk During the Neo-Babylonian Period》. BRILL. ISBN 90-04-13024-1.
8. ↑  Fassbinder, J.W.E., and H. Becker, "Magnetometry at Uruk (Iraq): The city of King Gilgamesh", Archaeologia Polona, vol. 41, pp. 122–124, 2003
9. ↑  Kesecker, Nshan (January 2018). 《Lugalzagesi: The First Emperor of Mesopotamia?》. 《ARAMAZD Armenian Journal of Near Eastern Studies》 12. 76–96쪽. doi:10.32028/ajnes.v12i1.893. S2CID 257461809.
10. ↑  Marchesi, Gianni, "The Sumerian King List and the early history of Mesopotamia", Vicino Oriente Quaderno, pp. 231–248, 2010
11. 1 2  Eva von Dassow, "Narām-Sîn of Uruk: A New King in an Old Shoebox", Journal of Cuneiform Studies, vol. 61, pp. 63–91, 2009
12. 1 2  Frayne, Douglas, "Uruk", Old Babylonian Period (2003-1595 B.C.): Early Periods, Volume 4, Toronto: University of Toronto Press, pp. 439–483, 1990
13. ↑  Rients de Boer, "Beginnings of Old Babylonian Babylon: Sumu-Abum and Sumu-La-El", Journal of Cuneiform Studies, vol. 70, pp. 53–86, 2018
14. ↑  Seri, Andrea, "The archive of the house of prisoners and political history", The House of Prisoners: Slavery and State in Uruk during the Revolt against Samsu-iluna, Berlin, Boston: De Gruyter, pp. 20–54, 2013
15. ↑  Witold Tyborowski, "New Tablets from Kisurra and the Chronology of Central Babylonia in the Early Old Babylonian Period", Zeitschrift für Assyriologie und Vorderasiatische Archäologie, vol. 102, iss. 2, pp. 245–269, 2012, ISSN 0084-5299
16. 1 2  H. D. Baker, "The Urban Landscape in First Millennium BC Babylonia", University of Vienna, 2002
17. ↑  R. van der Spek  "The Latest on Seleucid Empire Building in the East". Journal of the American Oriental Society 138.2 (2018): 385–394.
18. 1 2  R. van der Spek. "Feeding Hellenistic Seleucia on the Tigris". In R. Alston & O. van Nijf, eds. Feeding the Ancient Greek City 36. Leuven ; Dudley, Massachusetts: Peeters Publishers, 2008.
19. ↑  C. A. Petrie, "Seleucid Uruk: An Analysis of Ceramic Distribution", Iraq, vol. 64, 2002, pp. 85–123, 2002
20. ↑  Rudolf Macuch, "Gefäßinschriften", in Eva Strommenger (ed.), Gefässe aus Uruk von der Neubabylonischen Zeit bis zu den Sasaniden (= Ausgrabungen der deutschen Forschungsgemeinschaft in Uruk-Warka 7), pp. 55–57, pl. 57.1–3, Berlin: Gebr. Mann, 1967
21. ↑  “Couteau du Gebel el-Arak at the Louvre Museum”. 《cartelfr.louvre.fr》.
22. ↑  Cooper, Jerrol S. (1996). 《The Study of the Ancient Near East in the Twenty-first Century: The William Foxwell Albright Centennial Conference》 (영어). Eisenbrauns. 10–14쪽. ISBN 978-0-931464-96-6.
23. ↑  Crawford, Harriet E.W., "Sumer and the Sumerians", Cambridge University Press, 2004. ISBN 0-521-53338-4
24. ↑  Oppenheim, A. Leo; Erica Reiner (1977). 《Ancient Mesopotamia: Portrait of a Dead Civilization》. Chicago: University of Chicago Press. 445쪽. ISBN 0-226-63187-7.
25. ↑  “Site officiel du musée du Louvre”. 《cartelfr.louvre.fr》.
26. 1 2  Charvát, Petr; Zainab Bahrani; Marc Van de Mieroop (2002). 《Mesopotamia Before History》. London: Routledge. ISBN 0-415-25104-4.
27. ↑  Nissen, H. J., "Uruk: Key Site of the Period and Key Site of the Problem", in Artefacts of Complexity: Tracking the Uruk in the Near East, edited by J. N. Postgate,  Warminster: British School of Archaeology in Iraq, pp. 1–16, 2002
28. 1 2  Nissen, H. J., "The City Wall of Uruk", in Ucko, P. J., R. Tringham and G. W. Dimbleby (eds.), Man, Settlement and Urbanism. London: Duckworth, pp. 793–98, 1972
29. ↑  North, Robert, "Status of the Warka Excavation", Orientalia, vol. 26, no. 3, pp. 185–256, 1957
30. ↑  Fraser, James Baillie, Travels in Koordistan, Mesopotamia, Etc: Including an Account of Parts of Those Countries Hitherto Unvisited by Europeans, R. Bentley, 1840
31. ↑  Reade, Julian, "Early monuments in Gulf stone at the British Museum, with observations on some Gudea statues and the location of Agade", vol. 92, no. 2, pp. 258-295, 2002
32. ↑  Walter Andrae, Die deutschen Ausgrabungen in Warka (Uruk), Berlin, 1935
33. ↑  Banks, Edgar James. “Warka, the Ruins of Erech (Gen. 10: 10) | The Biblical World 25.4, pp. 302–305, 1905”. doi:10.1086/473565.
34. ↑  Julius Jordan, "Uruk-Warka nach dem ausgrabungen durch die Deutsche Orient-Gesellschaft", Hinrichs, 1928 (German)
35. ↑   Ernst Heinrich, "Kleinfunde aus den archaischen Tempelschichten in Uruk", Harrassowitz, Leipzig 1936 (German)
36. ↑  Faraj Basmachi (1949). 《The Lion-Hunt Stela from Warka | Sumer》. 5, iss. 1. 87–90쪽.
37. ↑  H. J. Lenzen, "The Ningiszida Temple Built by Marduk-Apla-Iddina II at Uruk (Warka)", Iraq, vol. 19, no. 2, pp. 146–150, 1957
38. 1 2  H. J. Lenzen (1960). 《The E-anna district after excavations in the winter of 1958–59 | Sumer》 16. 3–11쪽.
39. ↑  H. J. Lenzen, "New discoveries at Warka in southern Iraq", Archaeology, vol. 17, pp. 122–131, 1964
40. ↑  J. Schmidt, "Uruk-Warka, Susammenfassender Bericht uber die 27. Kampagne 1969", Baghdader, vol. 5, pp. 51–96, 1970
41. ↑  Rainer Michael Boehmer, "Uruk 1980–1990: a progress report", Antiquity, vol. 65, pp. 465–478, 1991
42. ↑  M. van Ess and J. Fassbinder, "Magnetic prospection of Uruk (Warka) Iraq", in: La Prospection Géophysique, Dossiers d'Archeologie Nr. 308, pp. 20–25, Nov. 2005
43. ↑  Van Ess, Margarete, and J. Fassbinder, "Uruk-Warka. Archaeological Research 2016–2018, Preliminary Report", Sumer Journal of Archaeology of Iraq 65, pp. 47–85, 2019
44. ↑  Margarete van Ess, "Uruk, Irak. Wissenschaftliche Forschungen 2019", e-Forschungsberichte des Deutschen Archäologischen Instituts, vol. 2, pp. 117–121, 2019
45. ↑  van Ess, Margarete, et al., "Uruk, Irak. Wissenschaftliche Forschungen und Konservierungsarbeiten. Die Arbeiten der Jahre 2020 bis 2022", e-Forschungsberichte, pp. 1–31, 2022
46. ↑  Haibt, Max (2024). 《End-to-end digital twin creation of the archaeological landscape in Uruk-Warka (Iraq)》. 《International Journal of Digital Earth》 17. Bibcode:2024IJDE...1724964H. doi:10.1080/17538947.2024.2324964.
47. ↑  Fassbinder, Jörg W. E. “Beneath the Euphrates Sediments: Magnetic Traces of the Mesopotamian Megacity Uruk-Warka | Ancient Near East Today 8, 2020” (PDF).
48. ↑  Hans J. Nissen, "The Archaic Texts from Uruk", World Archaeology, vol. 17, no. 3, pp. 317–334, 1986
49. ↑  M. W. Green, "Archaic Uruk Cuneiform", American Journal of Archaeology, vol. 90, no. 4, pp. 464–466, 1986
50. ↑  Jan J. A. Djik, "Texte aus dem Rēš-Heiligtum in Uruk-Warka", (= Baghdader Mitteilungen. Beiheft 2), Berlin: Gebr. Mann Verlag, 1980 ISBN 3-7861-1282-7
51. ↑  Egbert von Weiher, "Spätbabylonischen Texte aus Uruk, Teil II". (= Ausgrabungen der Deutschen Forschungsgemeinschaft in Uruk-Warka 10), Berlin: Gebr. Mann Verlag, 1983 ISBN 3-7861-1336-X
52. ↑  Egbert von Weiher, "Spätbabylonischen Texte aus Uruk, Teil III", (= Ausgrabungen der Deutschen Forschungsgemeinschaft in Uruk-Warka 12), Berlin: Gebr. Mann Verlag, 1988 ISBN 3-7861-1508-7
53. ↑  Egbert von Weiher, "Uruk. Spätbabylonischen Texte aus aus dem Planquadrat U 18, Teil IV", (= Ausgrabungen in Uruk-Warka. Endberichte 12), Mainz am Rhein: Philipp von Zabern, 1993 ISBN 3-8053-1504-X
54. ↑  Egbert von Weiher, Uruk. Spätbabylonischen Texte aus aus dem Planquadrat U 18, Teil V (= Ausgrabungen in Uruk-Warka. Endberichte 13), Mainz am Rhein: Philipp von Zabern, 1998 ISBN 3-8053-1850-2
55. ↑  Erlend Gehlken, "Uruk. Spätbabylonischen Wirtschaftstext aus dem Eanna-Archiv, Teil 1", (= Ausgrabungen in Uruk-Warka. Endberichte 5), Mainz am Rhein: Philipp von Zabern, 1990 ISBN 3-8053-1217-2
56. ↑  Erlend Gehlken, "Uruk. Spätbabylonischen Wirtschaftstext aus dem Eanna-Archiv, Teil 2", (= Ausgrabungen in Uruk-Warka. Endberichte 11), Mainz am Rhein: Philipp von Zabern, 1996 ISBN 3-8053-1545-7
57. ↑  Corò, Paola, "The Missing Link – Connections between Administrative and Legal Documents in Hellenistic Uruk", Archiv für Orientforschung, vol. 53, pp. 86–92, 2015
58. ↑  Hunger, Hermann and de Jong, Teije, "Almanac W22340a From Uruk: The Latest Datable Cuneiform Tablet", Zeitschrift für Assyriologie und vorderasiatische Archäologie, vol. 104, no. 2, pp. 182–194, 2014
59. ↑  Mattessich, Richard, "Recent Insights into Mesopotamian Accounting of the 3rd Millennium B.C — Successor to Token Accounting", The Accounting Historians Journal, vol. 25, no. 1, pp. 1–27, 1998
60. ↑  Nissen, HansJörg; Damerow, Peter; Englund, Robert K., Archaic Bookkeeping: Early Writing and Techniques of Economic Administration in the Ancient Near East, Chicago: University of Chicago Press, 1993
61. ↑  Burmeister, Stefan (2017). 《The Interplay of People and Technologies Archaeological Case Studies on Innovations》. Bernbeck, Reinhard 1판. Berlin. ISBN 978-3-9816751-8-4. OCLC 987573072.
62. ↑  Nissen, Hans J. (2015). 〈Urbanization and the techniques of communication: the Mesopotamian city of Uruk during the fourth millennium BCE〉.   Yoffee, Norman. 《Early Cities in Comparative Perspective, 4000 BCE–1200 CE》. The Cambridge World History 3. Cambridge University Press. 113쪽. ISBN 978-0-521-19008-4.
63. ↑  “Tablet MSVO 3,12 /BM 140855: description on CDLI.”.
64. ↑  Rohl, David (1998). 《Legend: Genesis of Civilisation》. London: 랜덤하우스. ISBN 978-0-7126-7747-9.
65. ↑  Mittermayer, C. (2009). 《Enmerkara und der Herr von Arata: Ein ungleicher Wettstreit》 (독일어). Academic Press. ISBN 978-3-525-54359-7.
66. ↑  Steinkeller, Piotr, "A Campaign of Southern City-States against Kiš as Documented in the ED IIIa Sources from Šuruppak (Fara)", Journal of Cuneiform Studies 76.1, pp. 3-26, 2024
67. 1 2 3 4 5 6 7 8 9 10 11 12 13 14 15 16 17 18 19 20  Marchesi, Gianni (January 2015).  Sallaberger, W.; Schrakamp, I., 편집. 《Toward a Chronology of Early Dynastic Rulers in Mesopotamia》. 《History & Philology (ARCANE 3; Turnhout)》. 139–156쪽.
68. ↑  Kesecker, Nshan (January 2018). 《Lugalzagesi: The First Emperor of Mesopotamia?》. 《ARAMAZD Armenian Journal of Near Eastern Studies》 12. 76–96쪽. doi:10.32028/ajnes.v12i1.893. S2CID 257461809.

## 같이 보기
- R. McC. Adams and H. Nissen, "The Uruk Countryside: The Natural Setting of Urban Societies", Chicago: University of Chicago Press, 1972 ISBN 0-226-00500-3
- Banks, Edgar James, "A Vase Inscription from Warka", The American Journal of Semitic Languages and Literatures, vol. 21, no. 1, pp. 62–63, 1904
- Brandes, Mark A., "Untersuchungen zur Komposition der Stiftmosaiken an der Pfeilerhalle der Schicht IVa in Uruk-Warka", Berlin : Gebr. Mann, 1968.
- Green, MW (1984). “The Uruk Lament”. 《Journal of the American Oriental Society》 104 (2): 253–279. doi:10.2307/602171. JSTOR 602171.
- Liverani, Mario; Zainab Bahrani; Marc Van de Mieroop (2006). 《Uruk: The First City》. London: Equinox Publishing. ISBN 1-84553-191-4.
- Seton Lloyd, "Foundations in the Dust", Oxford University Press, 1947
- Nies, James B., "A Pre-Sargonic Inscription on Limestone from Warka", Journal of the American Oriental Society 38, pp. 188–196, 1918
- Nissen, Hans J., "Uruk and I", Cuneiform Digital Library Journal 2024 (1), 2024
- Ann Louise Perkins, "The Comparative Archeology of Early Mesopotamia", Studies in Ancient Oriental Civilization 25, Chicago: The University of Chicago Press, 1949
- Postgate, J.N. (1994). 《Early Mesopotamia, Society and Economy at the Dawn of History》. New York, New York: Routledge Publishing. 367쪽. ISBN 0-415-00843-3.
- Rositani, Annunziata, "The Status of War Prisoners at Uruk in the Old Babylonian Period", Journal of Ancient Near Eastern History, 2024
- Rositani, Annunziata, "King Rīm-Anum of Uruk: A Reconstruction of an Old Babylonian Rebel Kingdom", DOCUMENTA ASIANA 14, pp. 109–123, 2024
- Rothman, Mitchell S. (2001). 《Uruk, Mesopotamia & Its Neighbors》. Santa Fe: School of American Research Press. 556쪽. ISBN 1-930618-03-4.
- Sandowicz, Małgorzata, Cornelia Wunsch, and Stefan Zawadzki, "On Shifting Social and Urban Landscapes in Uruk under Nabû-kudurrī-uṣur II: A View from One Neighborhood", Altorientalische Forschungen 50.2, pp. 206–236, 2023
- Stevens, Kathryn, "Secrets in the Library: Protected Knowledge and Professional Identity in Late Babylonian Uruk", Iraq, vol. 75, pp. 211–53, 2013
- Eva Strommenger, The Chronological Division of the Archaic Levels of Uruk-Eanna VI to III/II: Past and Present, American Journal of Archaeology, vol. 84, no. 4, pp. 479–487, Oct. 1980
- Szarzyńska, Krystyna, "Offerings for the Goddess Inana in Archaic Uruk", Revue d'Assyriologie et d'archéologie Orientale, vol. 87, no. 1, pp. 7–28, 1993
- Krystyna Szarzyńska, Observations on the Temple Precinct EŠ3 in Archaic Uruk, Journal of Cuneiform Sudies, vol. 63, pp. 1–4, 2011